# Ełk
Ełk (dawniej Łek, niem.  Lyckⓘ, prus. Luks) – miasto w północno-wschodniej Polsce, w województwie warmińsko-mazurskim.
Do 31 maja 1975 i od 1 stycznia 1999 siedziba władz powiatu ełckiego, a od 1992 siedziba rzymskokatolickiej diecezji ełckiej. Według danych GUS z 31 grudnia 2020 r., Ełk liczył 61 903 mieszkańców i był pod względem liczby ludności trzecim (po Olsztynie oraz Elblągu) miastem w województwie warmińsko-mazurskim, a także 66. spośród najludniejszych miast w Polsce. Jest największym miastem współczesnej Polski na ziemiach, które należały do Prus Książęcych, dawnego lenna Korony Królestwa Polskiego.
W 1972 r. było siedzibą władz gromady Ełk. W latach 1946–1975 miasto administracyjnie należało do województwa białostockiego, a w latach 1975–1998 do województwa suwalskiego.

## Toponimia
Pochodzenie nazwy miasta jest sporne. Według badaczy słowo „Lek” w języku Jaćwingów miało oznaczać białą lilię wodną (grzybień), a w języku pruskim „Luk” również oznaczało roślinę wodną, natomiast „Elk” oznaczało łosia. Wysuwano też hipotezę, że nazwa wywodzi się od polskiego słowa „Łęg” – nadbrzeżna łąka.
Po raz pierwszy nazwa rzeki „Łyk” pojawia się w 1247 w kronice halicko-wołyńskiej. W 1390 zapisano dwie nazwy tego samego miejsca – Lick i Lyck, a w 1398 – Licke. Polską wersję nazwy rzeki – Łek – wymienia Jan Długosz. Można przypuszczać, że nazwa osady wzięła od nazwy rzeki, nad którą ją założono. Istnieje też teza historyków, że przejściowo (na początku XV w.) funkcjonowały dwie nazwy dla tego samego miejsca: Lyck (Łyk, Łek) oraz Przewłoki.
Obecna forma Ełk powstała z miejscownika „we Łku”; „e” z przyimka „we” zaczęto używać jako przynależne do nazwy i tak powstało „w Ełku”. Krzyżacy nadali osadzie nazwę w brzmieniu niemieckim. W późniejszych źródłach podawano ją różnie: Licke, Lik, Licce, Lueck, Lyck. Oficjalnie nazwę w obecnym brzmieniu ustanowiono 7 maja 1946.
Nazwa Ełku w innych językach:
- lit. Lukas
- łot. Elka
- niem. Lyck
- prus. Luks
- ros. Элк

## Położenie

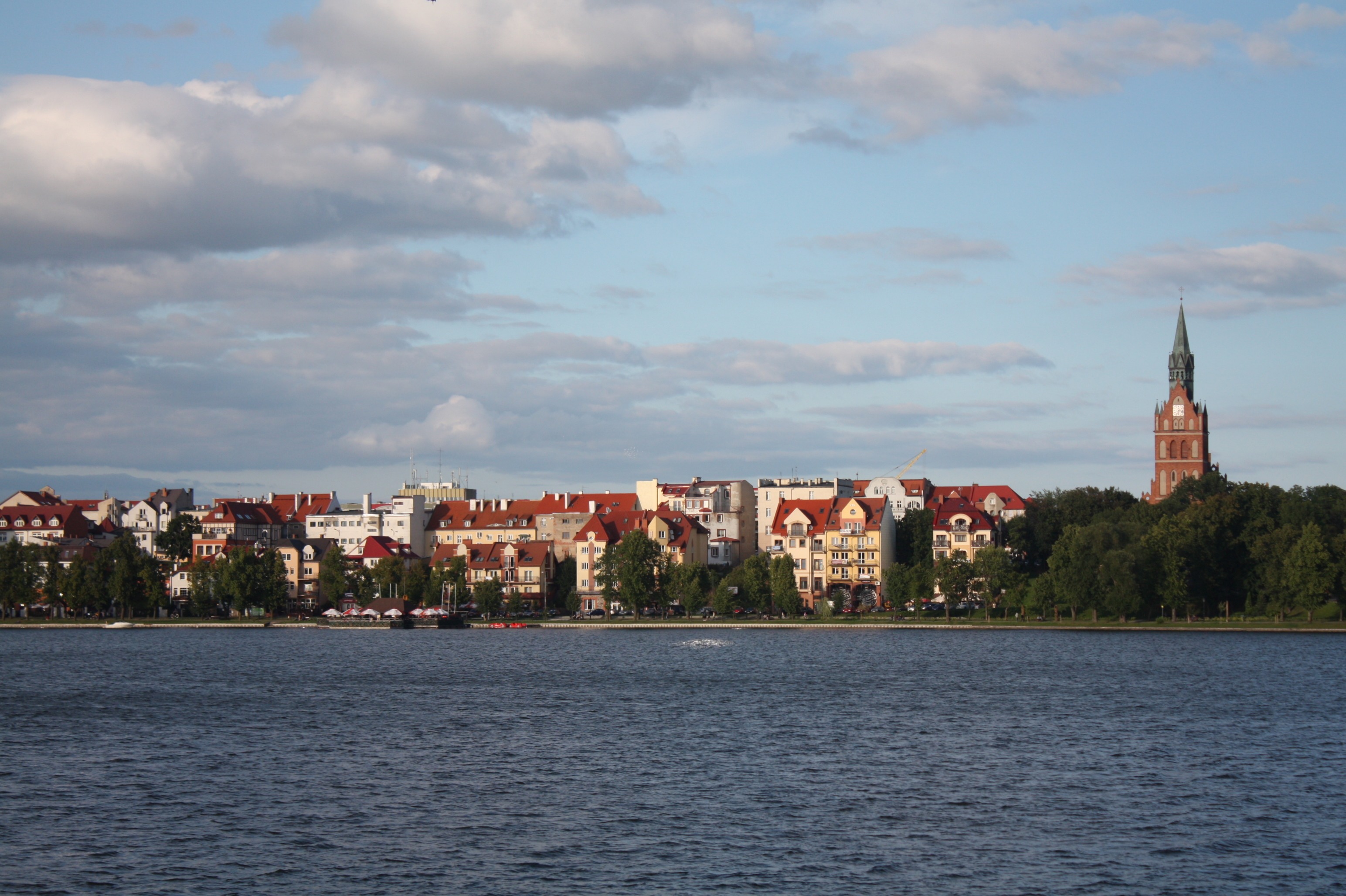
Panorama miasta od strony Jeziora Ełckiego

Ełk położony jest na Pojezierzu Ełckim, będącym częścią Pojezierza Mazurskiego. Miasto leży nad Jeziorem Ełckim, jeziorem Sunowo i rzeką Ełk, będącą dopływem Biebrzy. Ponadto w obrębie miasta znajdują się dwa niewielkie jeziora: Selmęt Mały i Szyba. Miasto znajduje się w centrum Zielonych Płuc Polski.
Pod względem historyczno-etnograficznym Ełk leży na Mazurach, na obszarze dawnej Jaćwieży.
Według danych z 2002 Ełk ma obszar 21,07 km², w tym: użytki rolne 24%, użytki leśne 4%
Miasto stanowi 1,9% powierzchni powiatu.

## Demografia
Liczba ludności Ełku na przestrzeni lat
Podział demograficzny (dane z 30 czerwca 2014):
| Opis                              | Ogółem  | Ogółem  | Kobiety | Kobiety | Mężczyźni | Mężczyźni |
| --------------------------------- | ------- | ------- | ------- | ------- | --------- | --------- |
| Jednostka                         | osób    | %       | osób    | %       | osób      | %         |
| Populacja                         | 60 103  | 100     | 31 075  | 51,85   | 28 859    | 48,15     |
| Gęstość zaludnienia [mieszk./km²] | 2844,52 | 2844,52 | 1474,85 | 1474,85 | 1369,67   | 1369,67   |

Według danych z 2010 średni dochód na mieszkańca wynosił 2606 zł.
Według danych z 2012 średni dochód na mieszkańca wynosił 3063 zł.
W Ełku mieszka mniejszość romska licząca około 200 osób oraz działa stowarzyszenie romskie.
W mieście działa od 1991 także Stowarzyszenie Mniejszości Niemieckiej „Mazury” w Ełku, liczące ok. 130 członków z miasta i regionu.
- Piramida wieku mieszkańców Ełku w 2014.

|  |

Od 2003 liczba mieszkańców Ełku stale i systematycznie rośnie (posiada dodatni przyrost naturalny i dodatnie saldo migracji). Aktualnie miasto liczy ponad 61,5 tysiąca mieszkańców, co stanowi najwyższą liczbę w historii.

## Historia

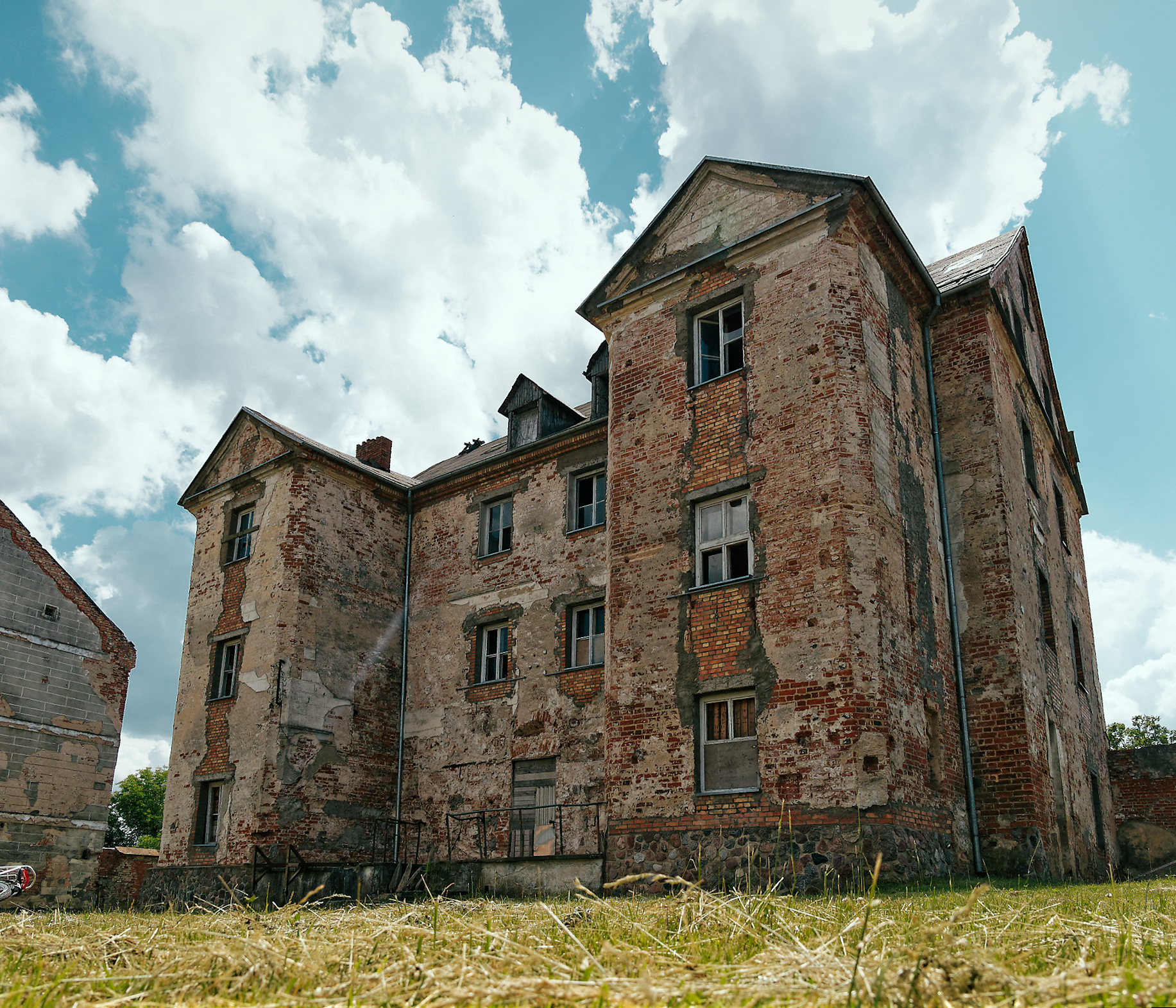
Zamek w Ełku współcześnie

Osada rozwinęła się pod ochroną zamku, którego początek budowy datuje się na 1398. Zamek i osada stanowiły efekt działalności kolonizacyjnej państwa zakonnego na skraju Wielkiej Puszczy. Przywilej lokacyjny wsi na prawie chełmińskim wystawił wielki mistrz Paweł von Russdorf w 1425, przyznając mieszkańcom 12 lat wolnizny od czynszów. Do wsi należało 48 łanów ziemi. Mieszkańcy zobowiązani byli m.in. do prac przy mostach prowadzących do zamku i koszenia łąk zamkowych oraz zawożenia listów do Rynu, Giżycka (Leca) i na Mazowsze. Osada prawdopodobnie uległa zniszczeniu w 1433. Wieś położona była prawdopodobnie po obu brzegach rzeki Ełk u jej ujścia do jeziora Ełckiego, natomiast osada miejska rozwinęła się nieco bardziej na północ, bliżej zamku. Prawa miejskie Ełku zapisano w akcie lokacyjnym wystawionym pod datą 27 lutego 1445. Data roczna jest omyłką, gdyż wystawca dokumentu wielki mistrz Paweł von Russdorf zmarł w 1441. Na podstawie badań stwierdzono, że prawidłowy rok nadania praw miejskich to 1435. W przywileju miejskim miastu na prawie chełmińskim nadano 102 łany ziemi i 12 lat wolnizny.
W 1454 Ełk przyłączył się do Związku Pruskiego, na którego prośbę król Polski Kazimierz IV Jagiellończyk ogłosił włączenie Prus do Królestwa Polskiego, czego efektem Ełk po raz pierwszy w historii został częścią państwa polskiego. W trakcie wojny trzynastoletniej miasto parokrotnie przechodziło z rąk do rąk pomiędzy Polską a Krzyżakami, by na mocy pokoju toruńskiego w 1466 zostać częścią Królestwa Polskiego, pozostając jako lenno we władaniu krzyżackim, a po sekularyzacji zakonu w 1525 we władaniu świeckich książąt pruskich.

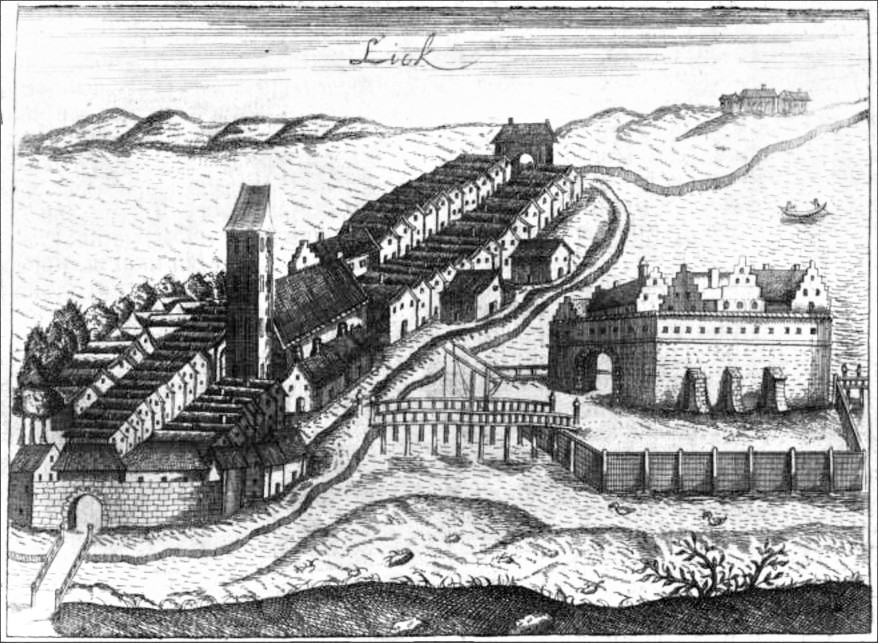
Ełk na rycinie z XVII w.

Urbanizacja ośrodka przebiegała powoli lub była wręcz nieskuteczna. Hamujący wpływ mogły mieć zniszczenia wojny trzynastoletniej, bo jeszcze w 1483 i 1511 Ełk nazywany jest „lichą wioszczyną”, choć z pieczęcią miejską. Szybszy rozwój ośrodka nastąpił po sekularyzacji Prus w 1525. W 1554 Ełk po raz pierwszy wzmianki wymieniają „oppidam Lyccenses”, czyli miasteczko Ełk. Odnowienie przywilejów miejskich nastąpiło w 1560 i już w dokumentach z 1561 zapisano „Stadt Lyck” – miasto Ełk. Odtąd Ełk już zawsze był nazywany miastem. W 1639 w mieście gościł król Polski Władysław IV Waza. Podczas potopu szwedzkiego, a szczególnie w wyniku akcji pacyfikacyjnej hetmana polnego litewskiego Wincentego Gosiewskiego (dzień po zwycięskiej bitwie pod Prostkami) miasto zostało totalnie zniszczone, a cały region złupiony i wyludniony.
Przed reformacją parafia ełcka należała do archiprezbiteratu w Reszlu. Od XVI w. aż do 1945 dominowali ewangelicy. Udział ludności polskojęzycznej w tej części Prus i w rejonie Ełku był przeważający i jeszcze długo po sekularyzacji kazania w kościele ełckim prowadzono wyłącznie w języku polskim. W latach 1543–1552 w Królewcu i w Ełku wydano więcej książek w języku polskim niż w całej Rzeczypospolitej. W 1546 założono w Ełku szkołę przykościelną z lekcjami w j. polskim, która bardzo szybko osiągnęła wysoki poziom, o czym świadczy fakt, że w latach 1549–1580 aż 48 absolwentów szkoły studiowało na uniwersytecie w Królewcu. Jej pierwszym rektorem był polski drukarz i jeden z twórców literackiej polszczyzny Hieronim Malecki. W 1587 przekształcono ją oficjalnie w szkołę partykularną, czyli przygotowującą do studiów uniwersyteckich. Językiem obowiązującym był polski w odmianie literackiej, a nie dialekcie mazurskim. Lekcje zaczynano i kończono śpiewem polskich pieśni z psałterza Jana Kochanowskiego oraz czytaniem Biblii. Uczniowie przed południem rozmawiali tylko po łacinie, po południu Polacy mówili po niemiecku, a Niemcy po polsku. W 1599 nadano szkole rangę książęcej. W latach 1580–1640 aż 579 absolwentów szkoły ełckiej studiowało na uczelni w Królewcu.

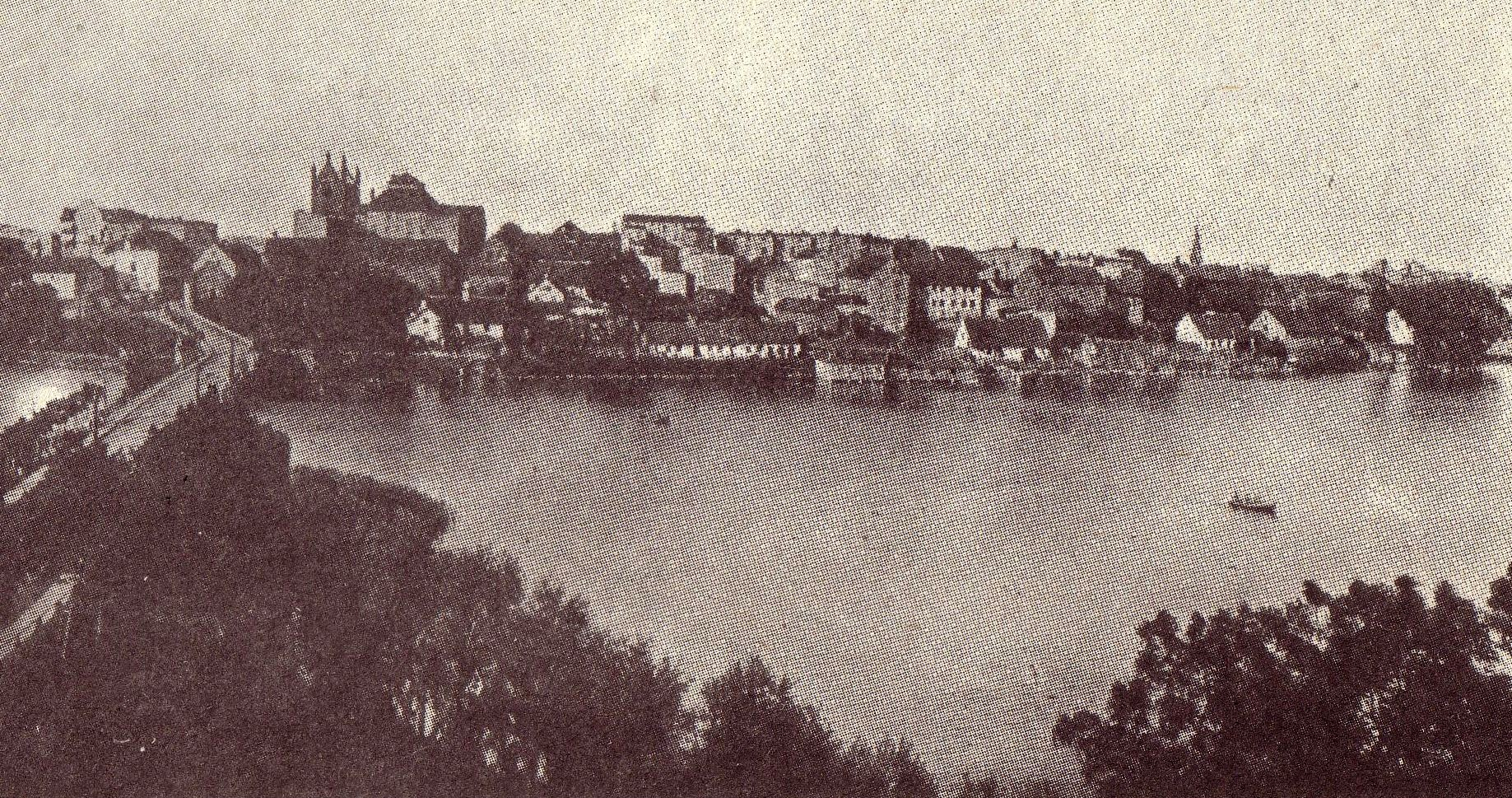
Panorama Ełku ok. 1900

Na mocy postanowień traktatów welawsko-bydgoskich z 1657 Polska utraciła zwierzchnictwo nad regionem i miasto odtąd było częścią państwa brandenbursko-pruskiego, przekształconego w 1701 w Królestwo Prus, by w 1871 zostać częścią Niemiec. W celu pobudzenia rozwoju zniszczonego wojnami ośrodka Fryderyk Wilhelm I w 1669 przeprowadził odnowienie praw miejskich, a powtórzył je w 1690 Fryderyk III. W 1868 miasto uzyskało połączenie kolejowe z Królewcem, a w 1913 uruchomiono Ełcką Kolej Wąskotorową.

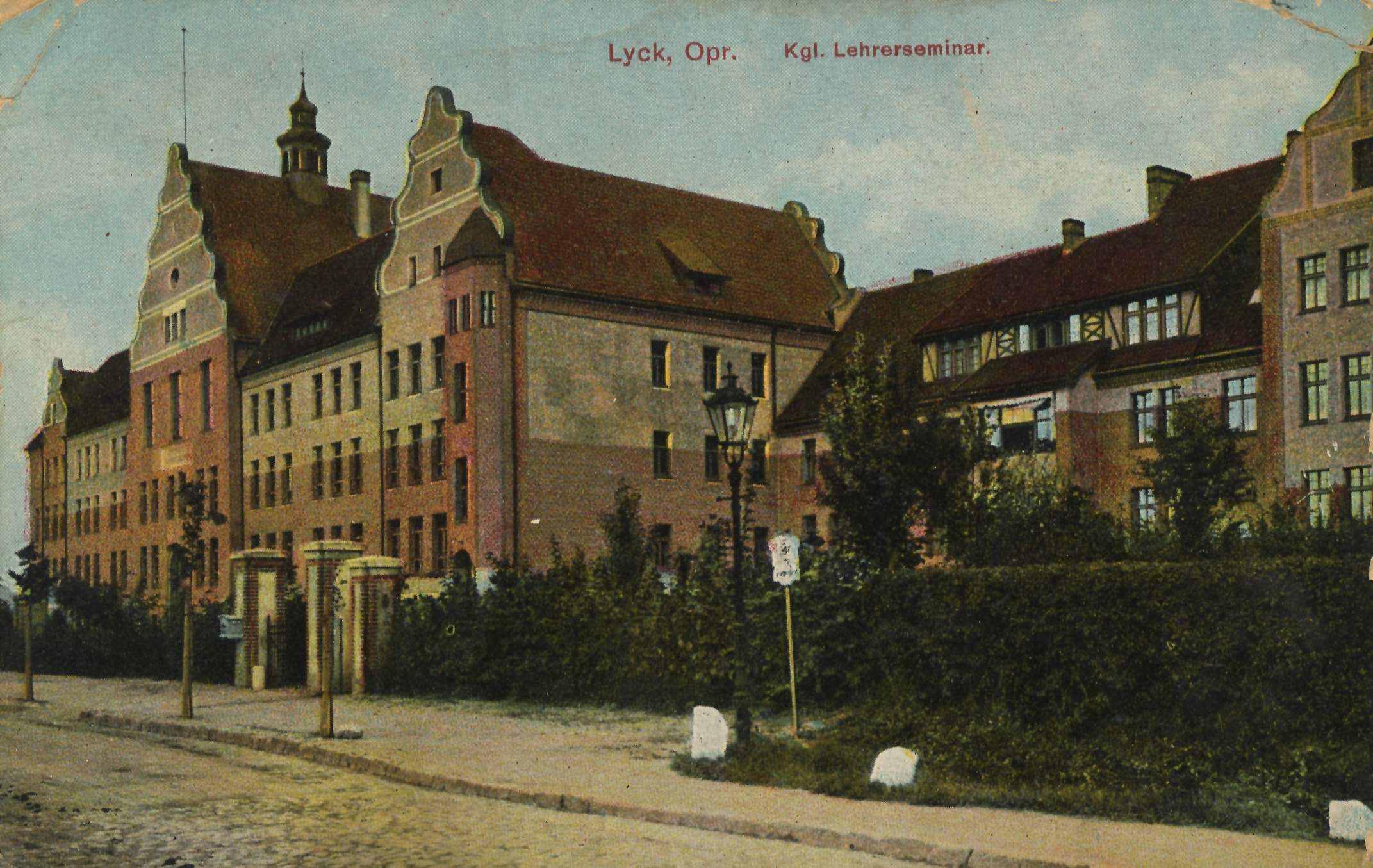
Dawne seminarium nauczycielskie, współcześnie siedziba Zespołu Szkół nr 1

Mimo zakusów germanizacyjnych miasto pozostawało ośrodkiem ruchu mazurskiego. W 1800 Tymoteusz Gizewiusz założył w Ełku polskie seminarium nauczycielskie. W 1842 pod redakcją Gustawa Gizewiusza i Marcina Giersza ukazał się premierowy numer czasopisma Przyjaciel Ludu Łecki. Pod koniec 1896 w Ełku powstała Mazurska Partia Ludowa, a w grudniu 1923 – Masurenbund (Związek Mazurów). W latach 1896–1902 wydawano również Gazetę Ludową, redagowaną w języku polskim i przeznaczoną dla ludności mazurskiej. Według danych niemieckich w 1890 w mieście Polacy stanowili 13%, a w powiecie 71% mieszkańców. Ełk był rodzinnym miastem znanego mazurskiego poety Michała Kajki, któremu wystawiono w mieście pomnik w 1958 w stulecie jego narodzin.

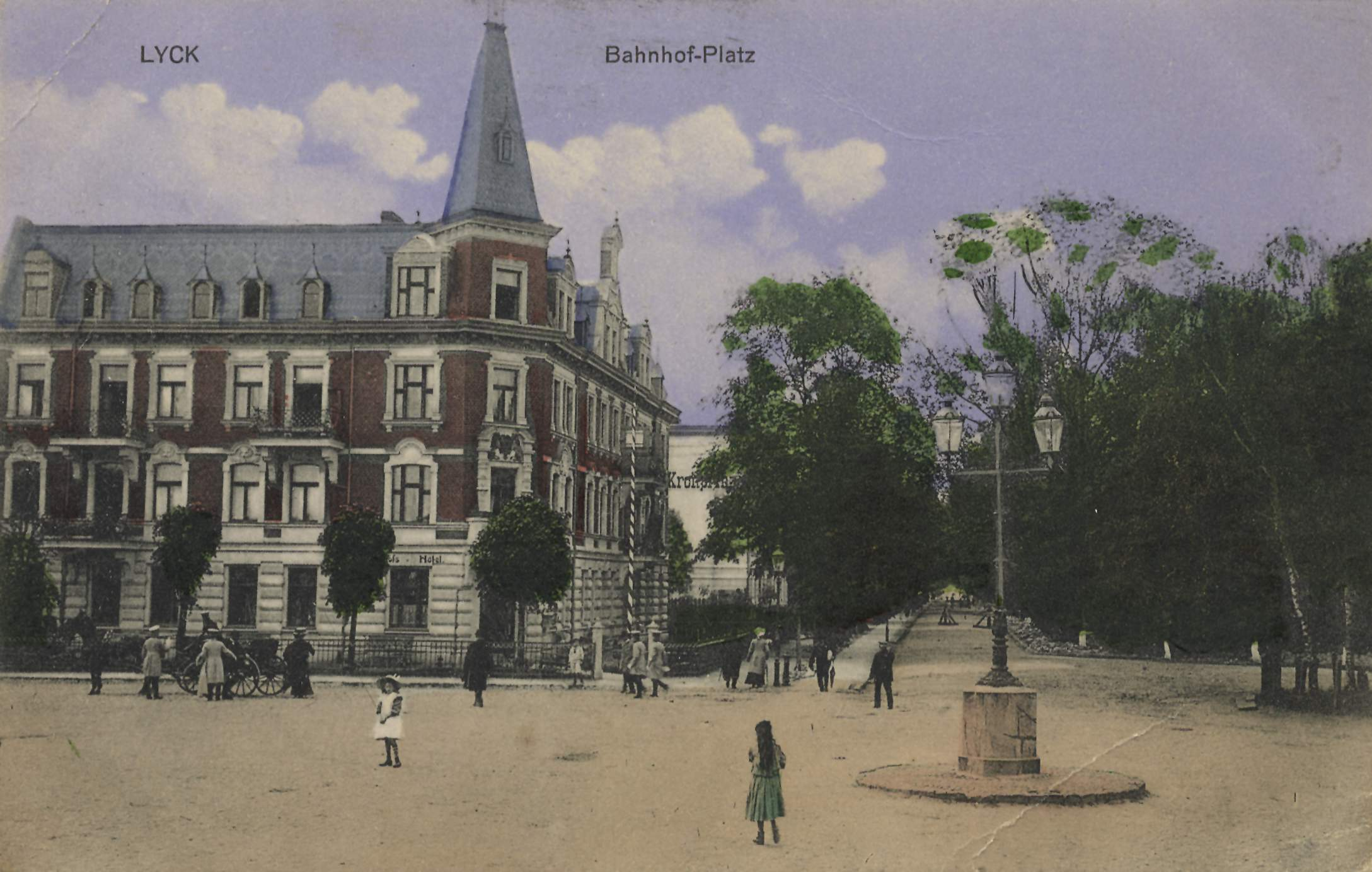
Plac przy dworcu kolejowym w 1912

Silne zniszczenia w czasie I wojny światowej. Szybka odbudowa i rozkwit gospodarczy po jej zakończeniu. W okresie międzywojennym siedziba Konsulatu Polskiego. W czasie II wojny światowej miejsce pracy przymusowej wielu obywateli państw okupowanych. Teren działania wywiadu Armii Krajowej. 24 stycznia 1945 opustoszałe miasto zdobyły wojska radzieckie (siły niemieckie mające bronić Ełku, wycofały się na chwilę przed pojawieniem pierwszych oddziałów Armii Czerwonej). Po zajęciu Ełku Czerwonoarmiści dokonali grabieży oraz umyślnego niszczenia budynków. Zniszczeniu uległo blisko 50% zabudowy. 6 kwietnia 1945 zdewastowane miasto zostaje przekazane administracji polskiej. Po wojnie Ełk był wyludnionym miastem powiatowym. Zasiedlono go głównie mieszkańcami z okolicznych powiatów (np. szczuczyńskiego, augustowskiego), w mniejszym stopniu przesiedleńcami z Kresów (głównie Grodzieńszczyzny i Wileńszczyzny).

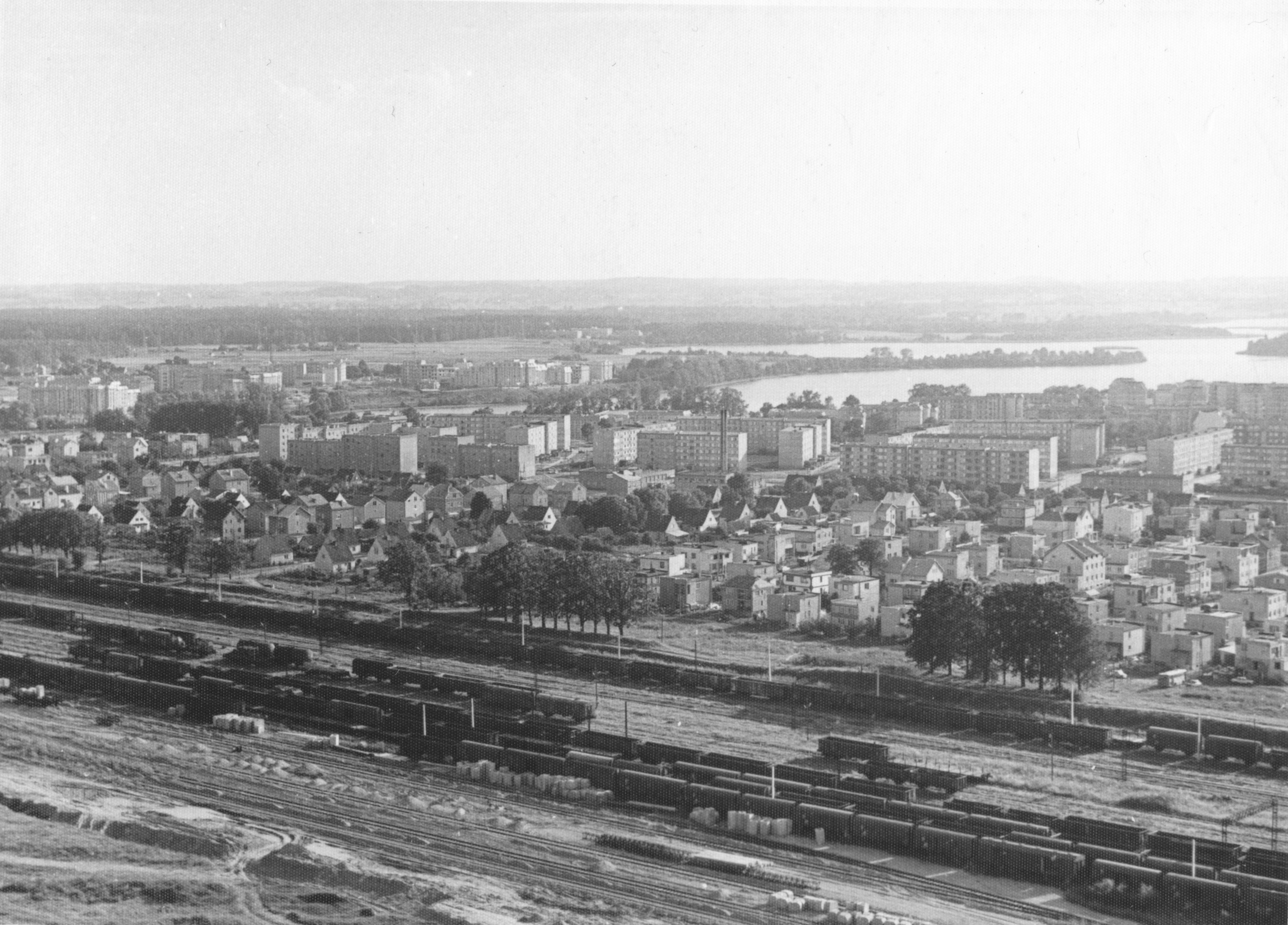
Południowe osiedla miasta w 1989

Po wojnie w mieście zlokalizowane były duże zakłady mięsne, przetwórnia owoców, zakłady elektrotechniczne, drzewne, odzieżowe, węzeł kolejowo-drogowy. Do lat 90. XX wieku przyszłość Ełku upatrywano w intensywnej rozbudowie przemysłu, w szczególności przemysłu przetwórczego, rolno-spożywczego oraz drzewnego, który po transformacji ustrojowej końca XX w. został poddany przekształceniom właścicielskim w spółki prawa handlowego. Po przemianach ustrojowych w 1989 nowe samorządowe władze postawiły na turystykę i ekologię. W 1992 miasto przystąpiło do realizacji strategii Zielone Płuca Polski. Cel programu to zarządzanie miastem i gminą oparte na idei ekorozwoju. Rozpoczęto rekultywację jeziora oraz modernizację oczyszczalni ścieków.

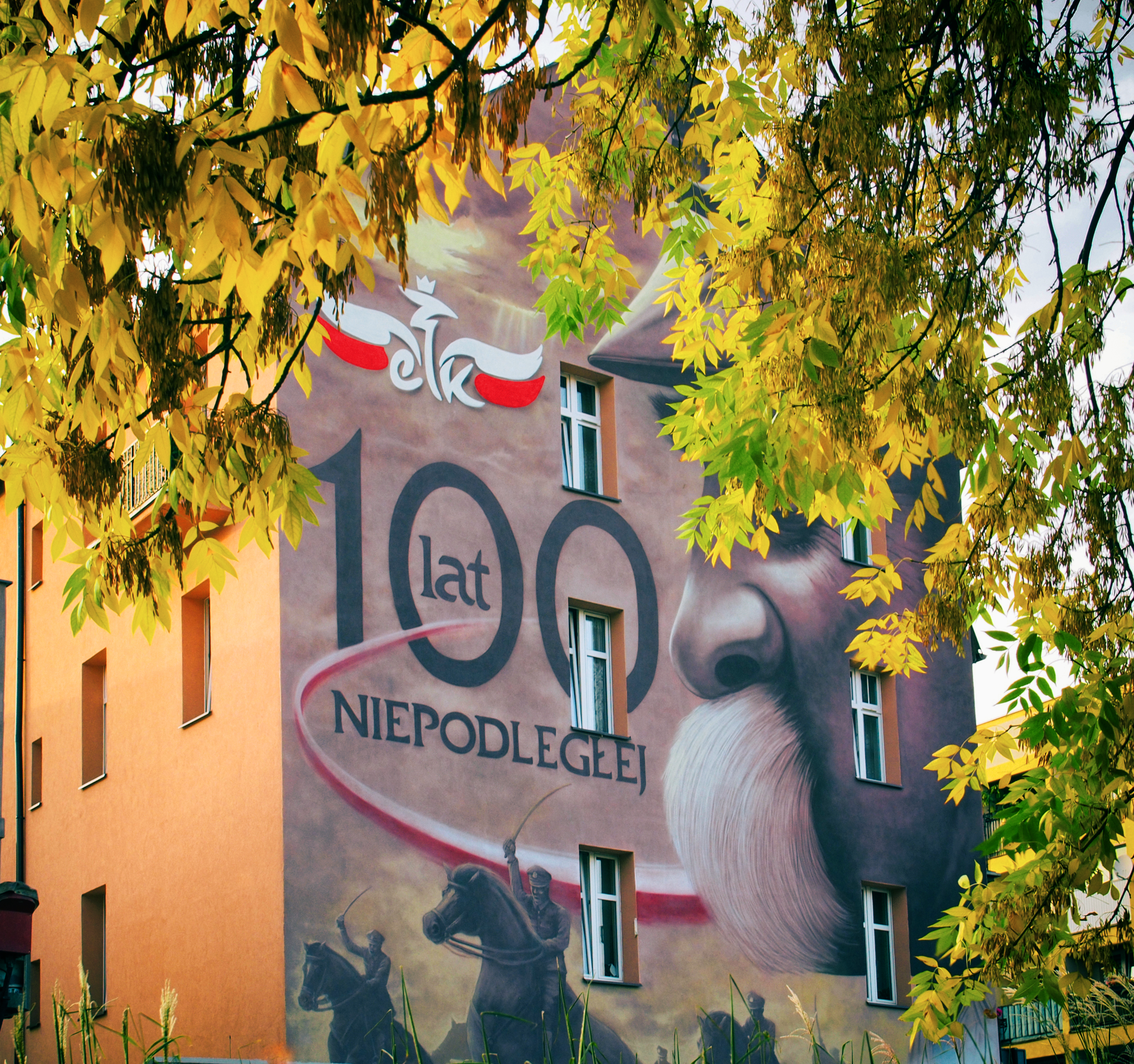
Mural upamiętniający stulecie odzyskania niepodległości na jednej z kamienic

W 1989 miasto osiągnęło liczbę 50 tysięcy mieszkańców. Zmiany ustrojowe, wzrost ludności oraz powstanie nowych osiedli umożliwiło powołanie nowych parafii i budowę nowych kościołów. W latach 1988–1992 powołano siedem nowych parafii rzymskokatolickich. 25 marca 1992 miasto zostało siedzibą rzymskokatolickiej diecezji ełckiej, a pierwszym biskupem został Wojciech Ziemba.
8 czerwca 1999 miasto odwiedził Jan Paweł II. W pierwszą rocznicę mszy papieskiej odsłonięto pomnik Jana Pawła II, a Plac Sapera, na którym stoi, przemianowano na Plac Jana Pawła II. Także w 2000 oddano do użytku krytą pływalnię. W kolejnym roku otworzono Centrum Edukacji Ekologicznej oraz Centrum Studiów Bałtyckich w Ełku, będące pierwszym zamiejscowym punktem kształcenia Uniwersytetu Warmińsko-Mazurskiego. W 2002 działalność rozpoczął nowy szpital miejski na Barankach.
W 2008 doszło do głośnego konfliktu władz miasta oraz władz gminy wiejskiej Ełk w związku z planowanym poszerzeniem granic miasta o wsie Konieczki i Siedliska. Wydarzenia, w tym strajk głodowy w siedzibie gminy, były opisywane przez największe krajowe media, co doprowadziło do upadku projektu 28 lipca tegoż roku.
W lipcu 2011 działalność zakończyło Kino Polonia – ostatnie ełckie kino, jednakże 21 października tego samego roku działalność rozpoczęło nowe kino w Ełckim Centrum Kultury. W sierpniu 2014 otwarto pierwsze w mieście multikino.
W 2018 z okazji stulecia odzyskania niepodległości odsłonięto przed ratuszem pomnik marszałka Józefa Piłsudskiego.

## Zabytki

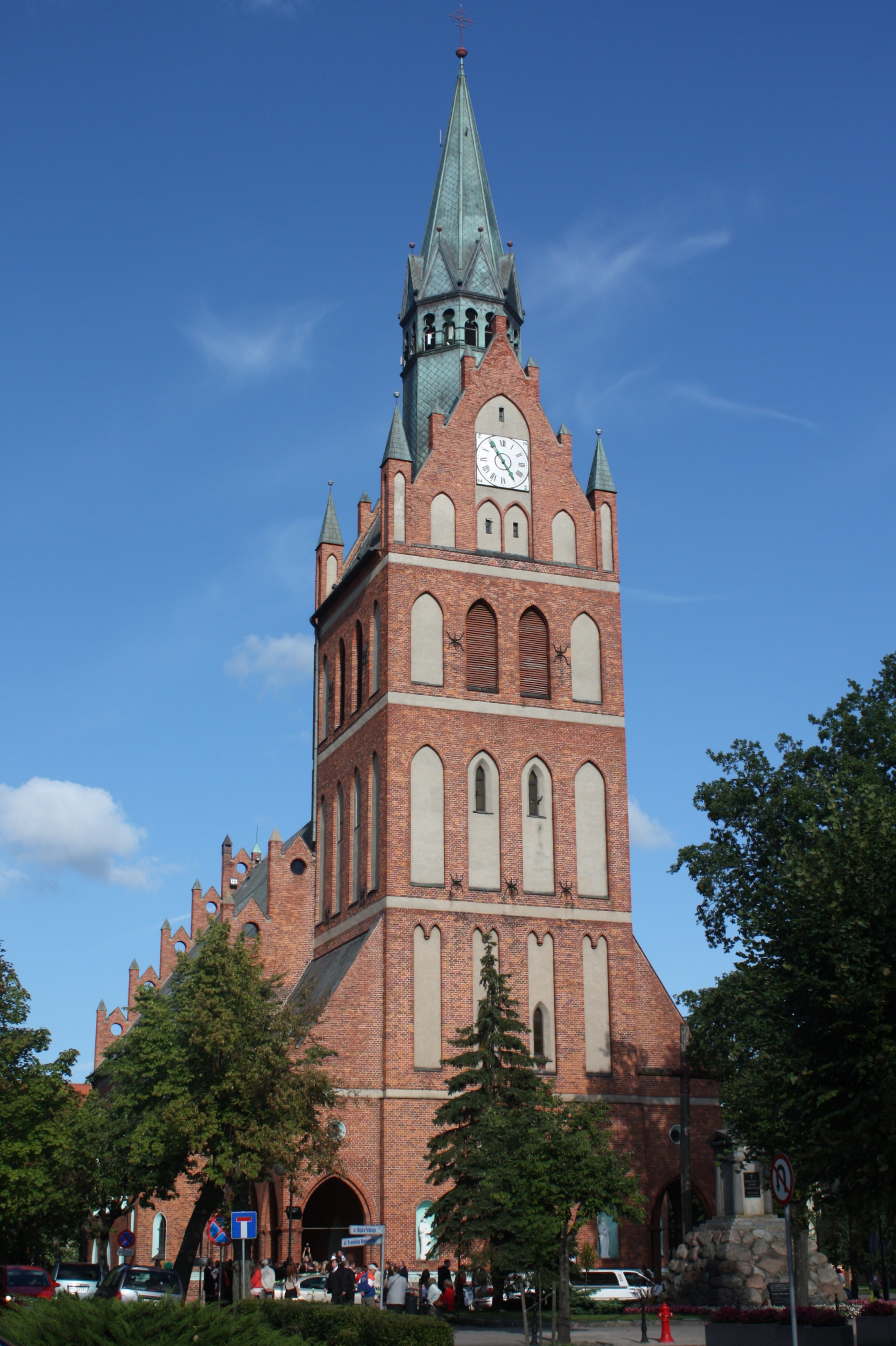
Kościół Najświętszego Serca Pana Jezusa

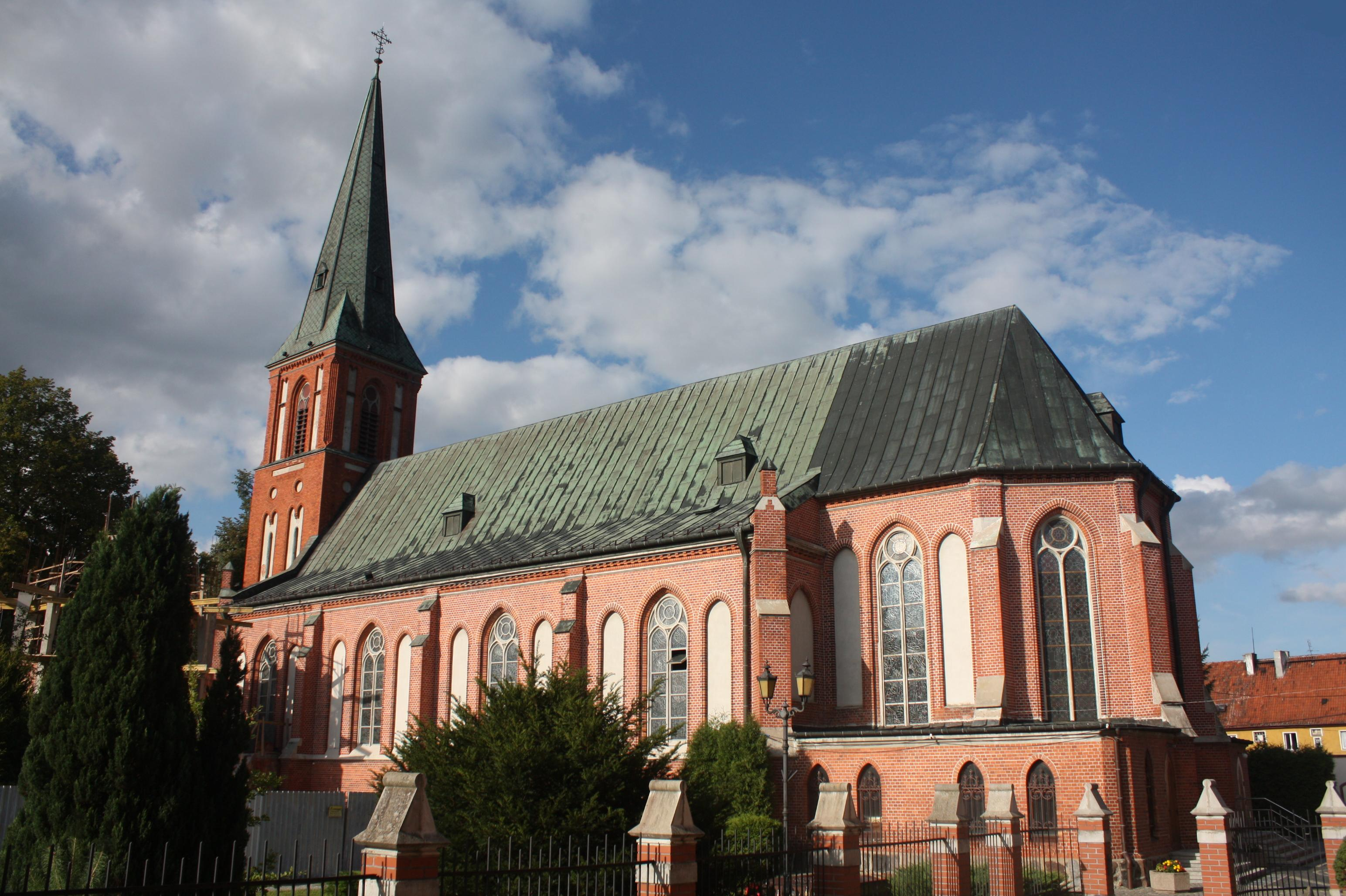
Katedra św. Wojciecha

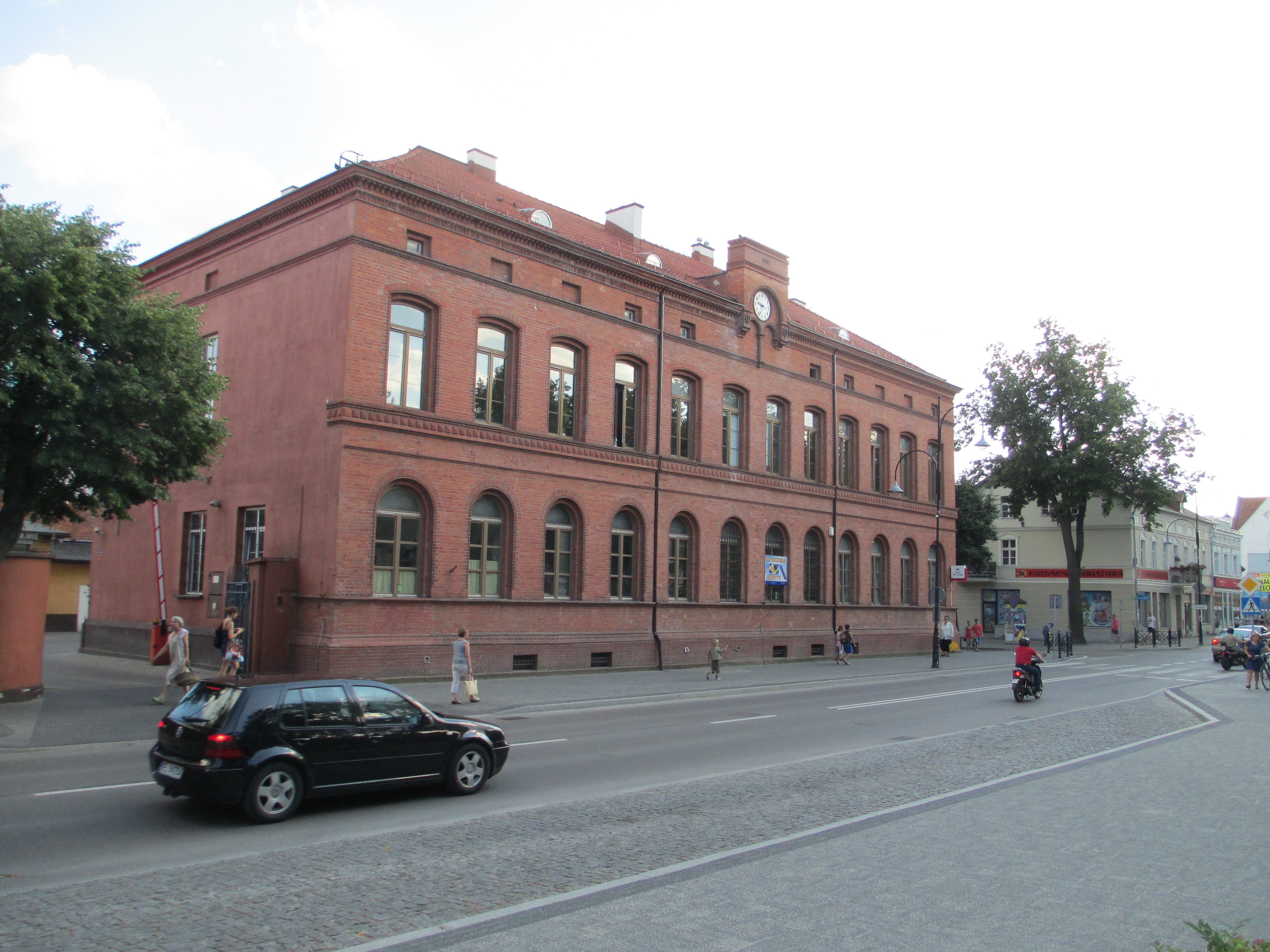
Gmach Poczty Głównej

### Zabytki rejestrowane
- Kościół Najświętszego Serca Pana Jezusa – największy i najstarszy kościół Ełku, zbudowany w latach 1847–1850, pierwotnie ewangelicki, po 1945 katolicki
- Katedra św. Wojciecha Biskupa i Męczennika – neogotycki kościół zbudowany w 1893 z częściowo gotyckim wyposażeniem, w 1992 podniesiony do rangi katedry
- Zabudowania dawnego zamku krzyżackiego – ruiny zamku krzyżackiego wybudowanego na przełomie XIV i XV w. na wyspie Jeziora Ełckiego. Początkowo siedziba prokuratora krzyżackiego, później starosty książęcego i sądu. W 1888 część zabudowy przekształcono na więzienie, które funkcjonowało do 1970. W późniejszym czasie budynki porzucono, po niedokończonej adaptacji na instytucję kulturalną. Obecnie w rękach prywatnych[29].
- Wieża ciśnień – jedna z najlepiej zachowanych wież ciśnień na Mazurach, wybudowana w 1895, eksploatowana do lat 70. XX wieku, obecnie siedziba Stowarzyszenia Mniejszości Niemieckiej „Mazury” w Ełku oraz Muzeum Kropli Wody
- Kościół Chrześcijan Baptystów – neogotycki kościół baptystyczny z początku XX wieku
- Park Solidarności – zabytkowy odrestaurowany park miejski w Centrum z alejkami pieszymi, ławkami, XIX-wieczną fontanną, XX-wiecznymi pomnikami oraz pomnikami przyrody
- Most na Jeziorze Ełckim – żelbetowy most drogowy przez Jezioro Ełckie zbudowany w 1910
- Budynek Szkoły Artystycznej – dawna kamienica mieszkalno-handlowa z 1919, będąca od 2008 siedzibą Szkoły Artystycznej w Ełku
- Budynek Sądu Rejonowego – dawna kamienica mieszkalna z 1911, pełniąca obecnie funkcję siedziby sądu
- Dawna szkoła muzyczna – eklektyczny budynek z początku XX wieku, po przeprowadzce Państwowej Szkoły Muzycznej I stopnia do odnowionego budynku Szkoły Artystycznej siedziba straży miejskiej
- Budynek Wyższego Seminarium Duchownego – zabytkowy budynek z początku XX wieku, od 1992 (to jest od powołania diecezji ełckiej) siedziba Wyższego Seminarium Duchownego w Ełku
- Sala sportowa przy ul. Armii Krajowej – sala sportowa użytkowana przez klub bokserski Mazur Ełk
- Kamienice mieszkalne z przełomu XIX i XX wieku, w tym:
  - Kamienica przy ul. 3 Maja 11
  - Kamienica przy ul. Armii Krajowej 23
  - Kamienica przy ul. Armii Krajowej 25
- Domy mieszkalne (XIX wiek)
- Parowozownia normalnotorowa
- Ełcka Kolej Wąskotorowa

### Zabytki poza rejestrem zabytków
- Poczta Główna w Ełku – gmach poczty głównej, wybudowany w 1881
- Ratusz w Ełku – gmach z 1912, w którym urzędują władze miejskie i powiatowe
- Kamienice z XIX i XX wieku
- Gmachy szkolne: I Liceum Ogólnokształcącego, Szkoły Podstawowej nr 2, Zespołu Szkół nr 1, Zespołu Szkół nr 6, Zespołu Szkół Mechaniczno–Elektrycznych

Wybrane ełckie kamienice:
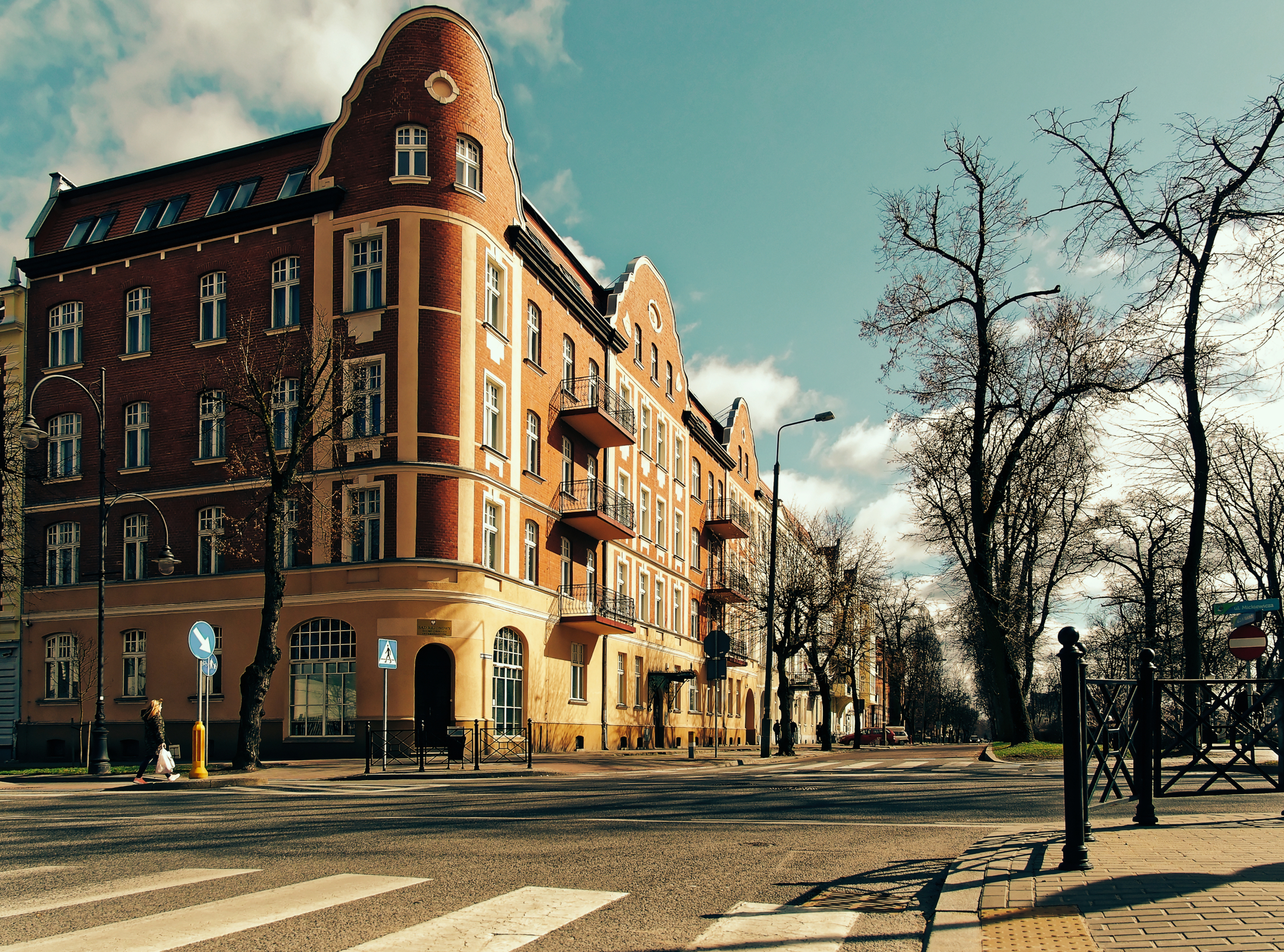
Siedziba Sądu Rejonowego
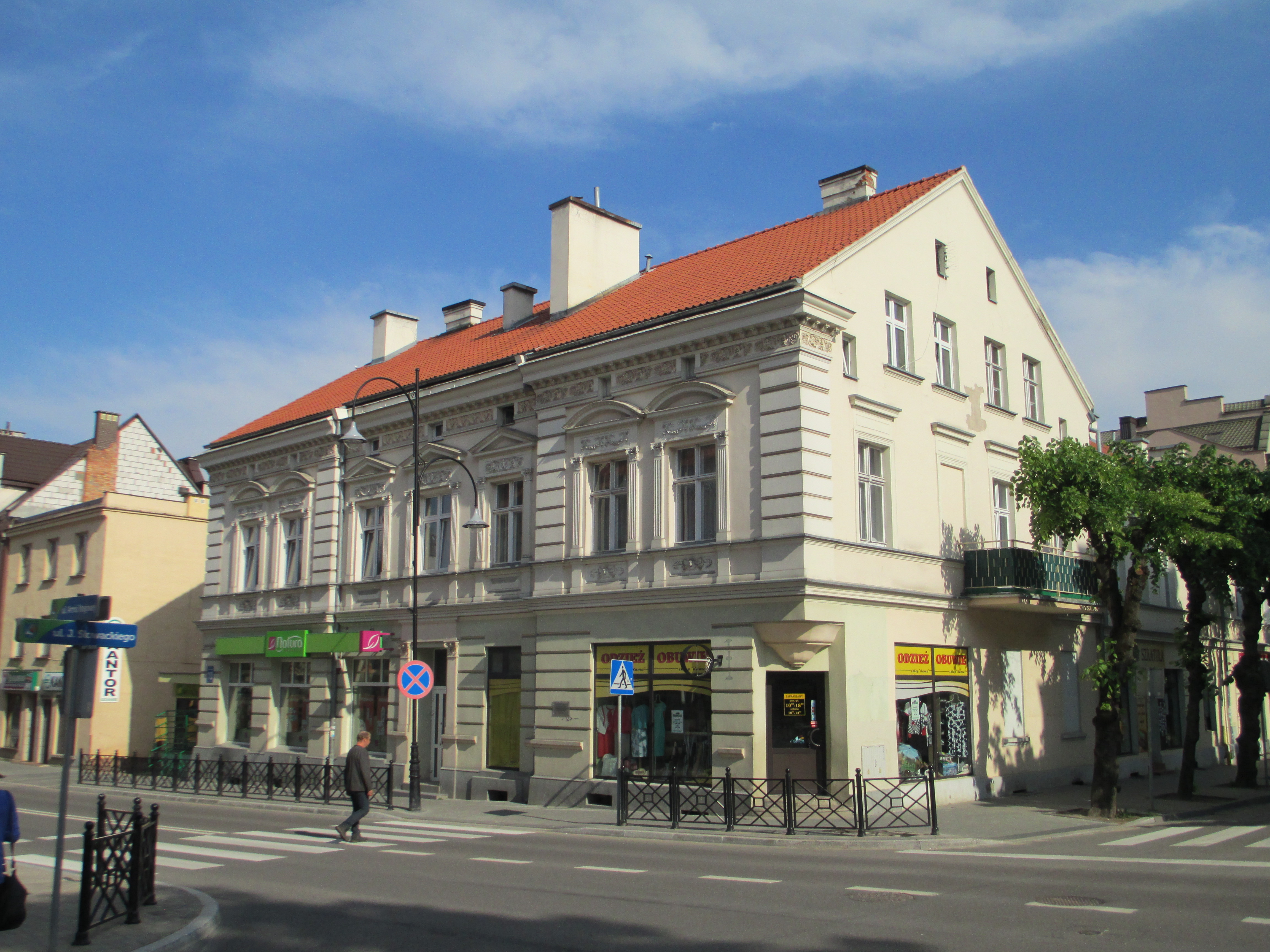
Armii Krajowej 10
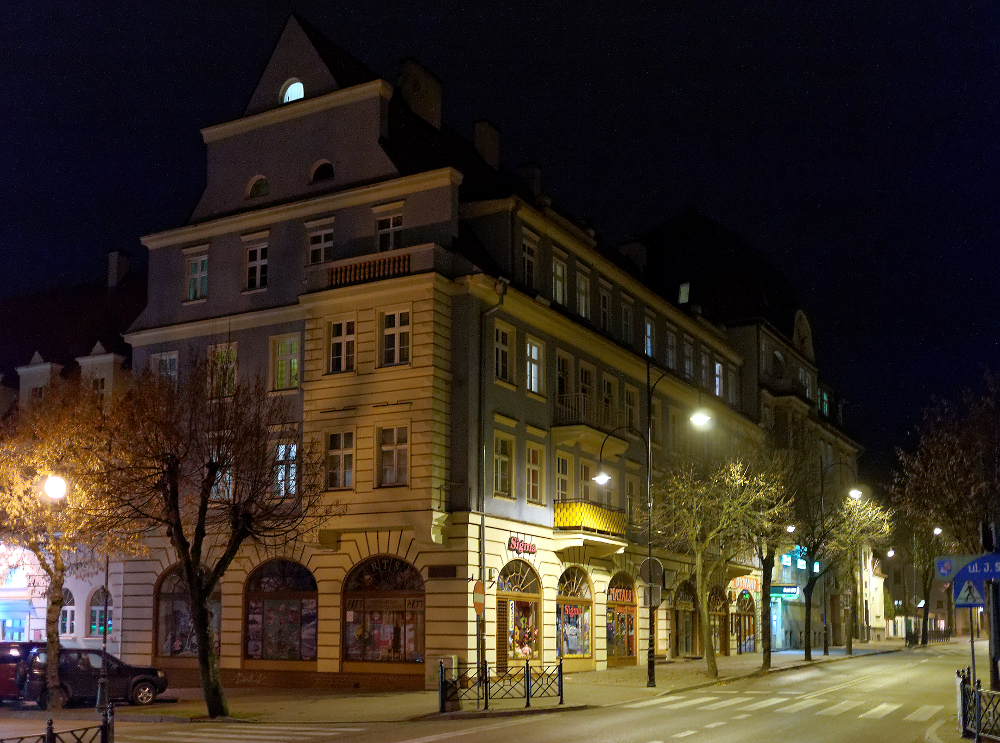
Armii Krajowej 8
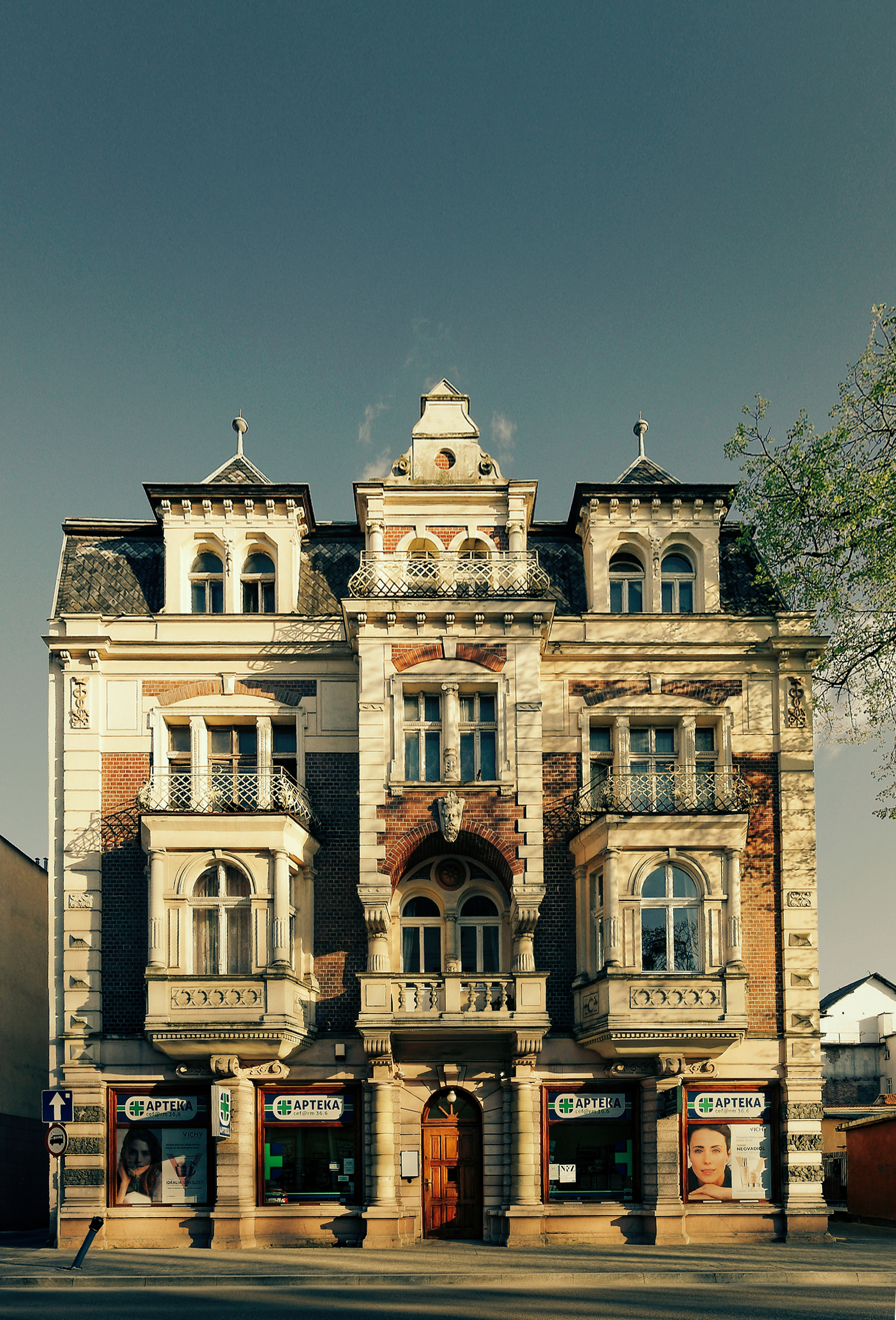
Armii Krajowej 20
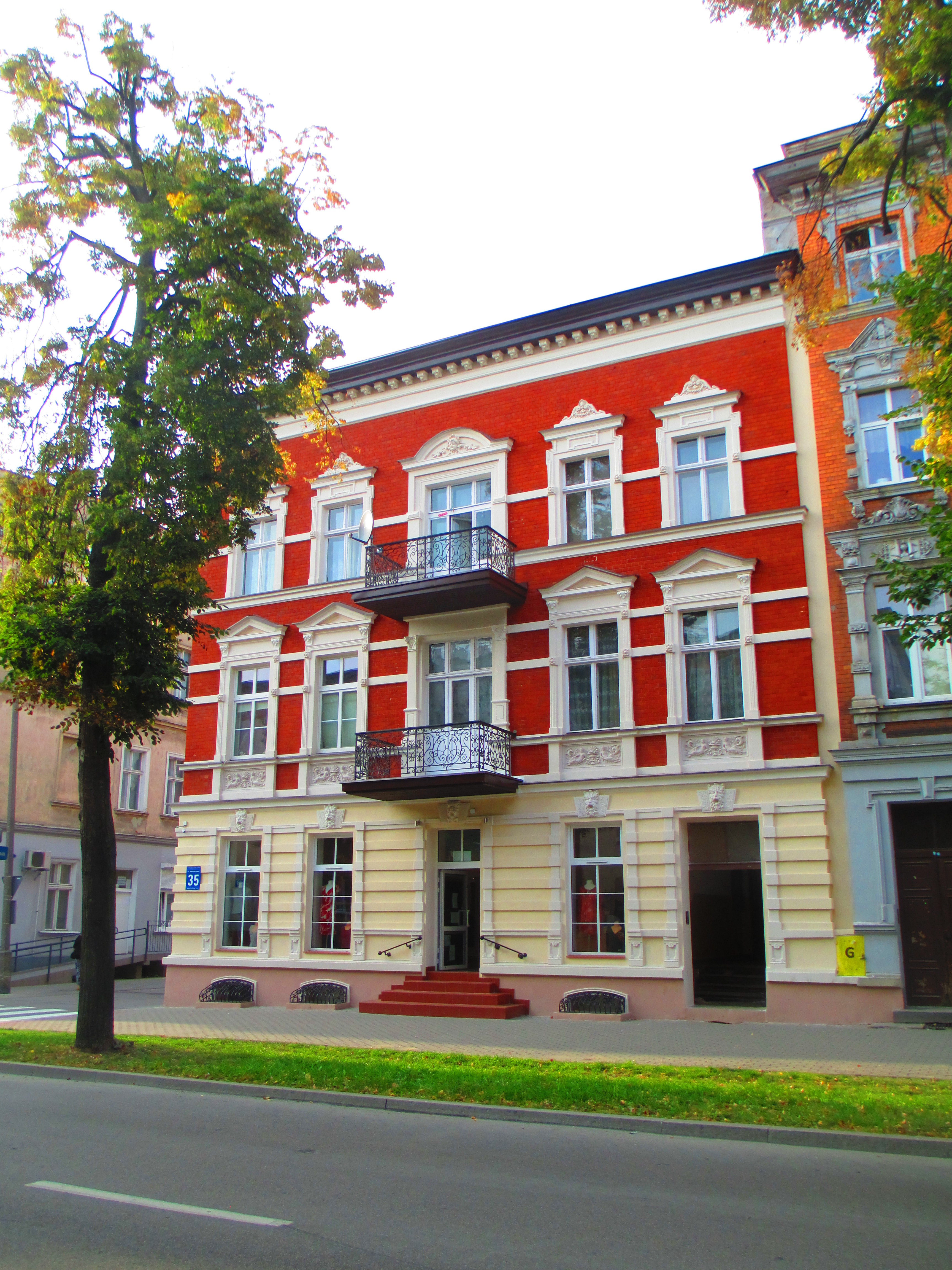
Armii Krajowej 35
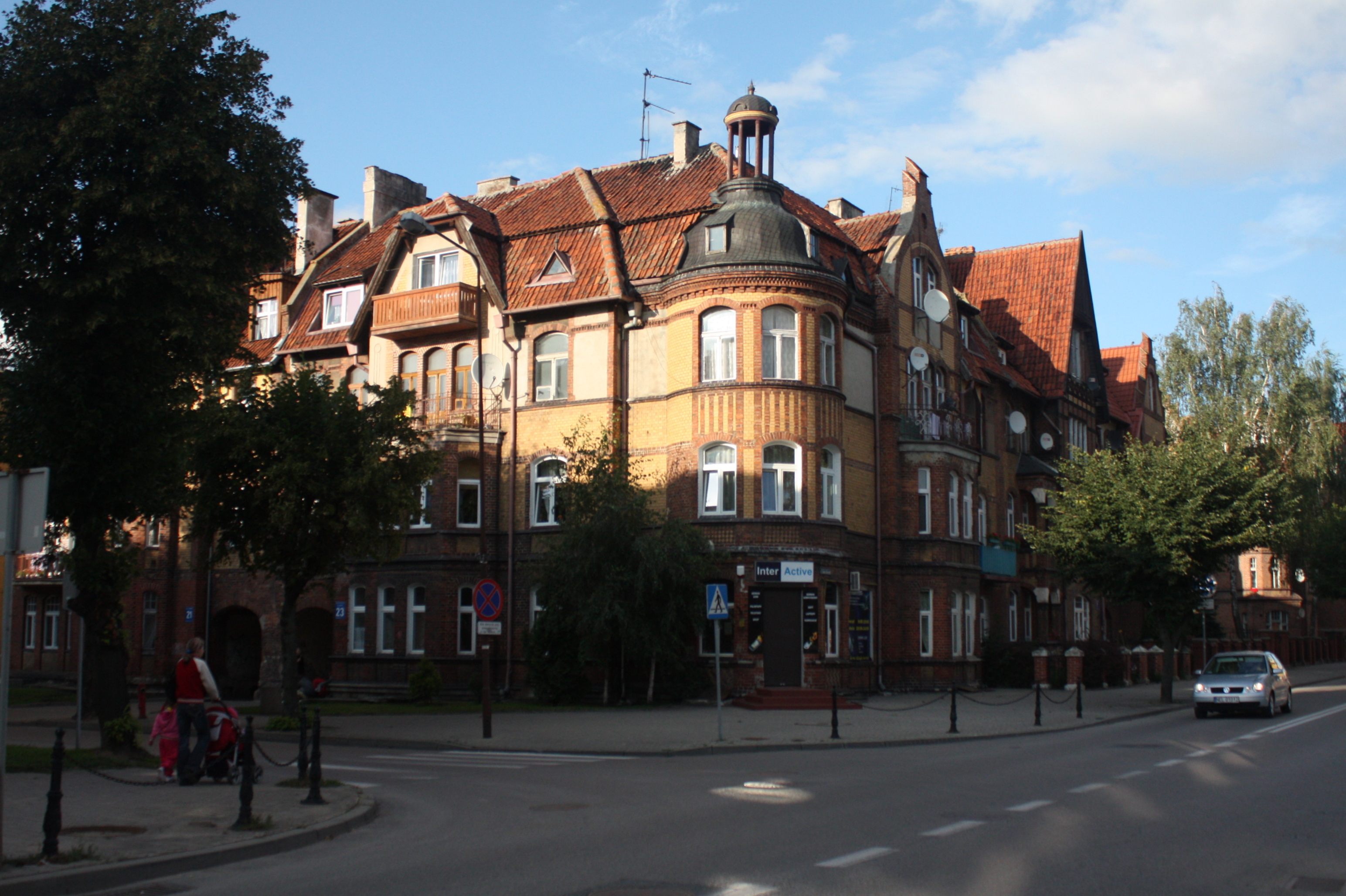
F. Chopina 23
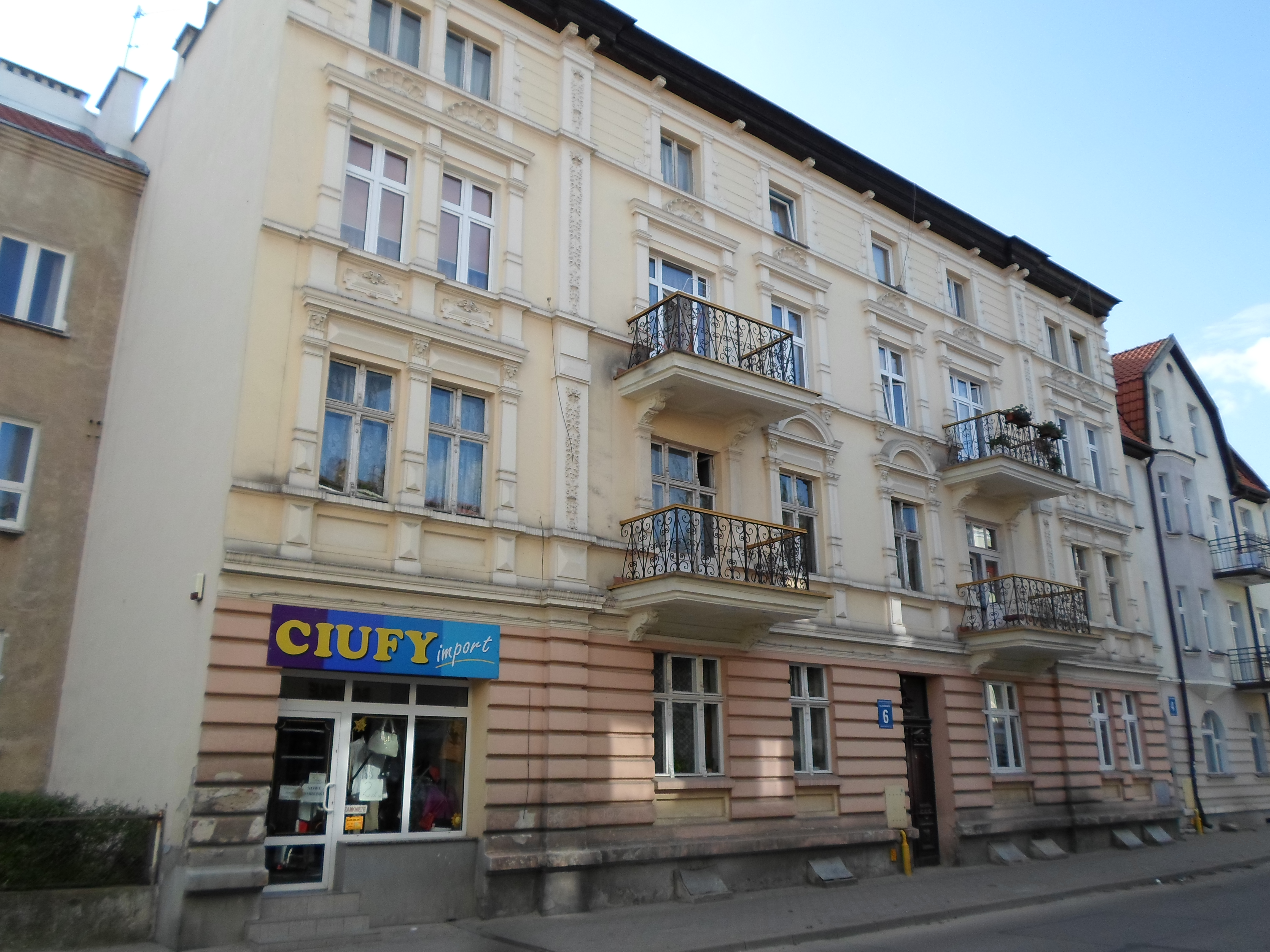
J. Słowackiego 6

### Zabytkowe cmentarze

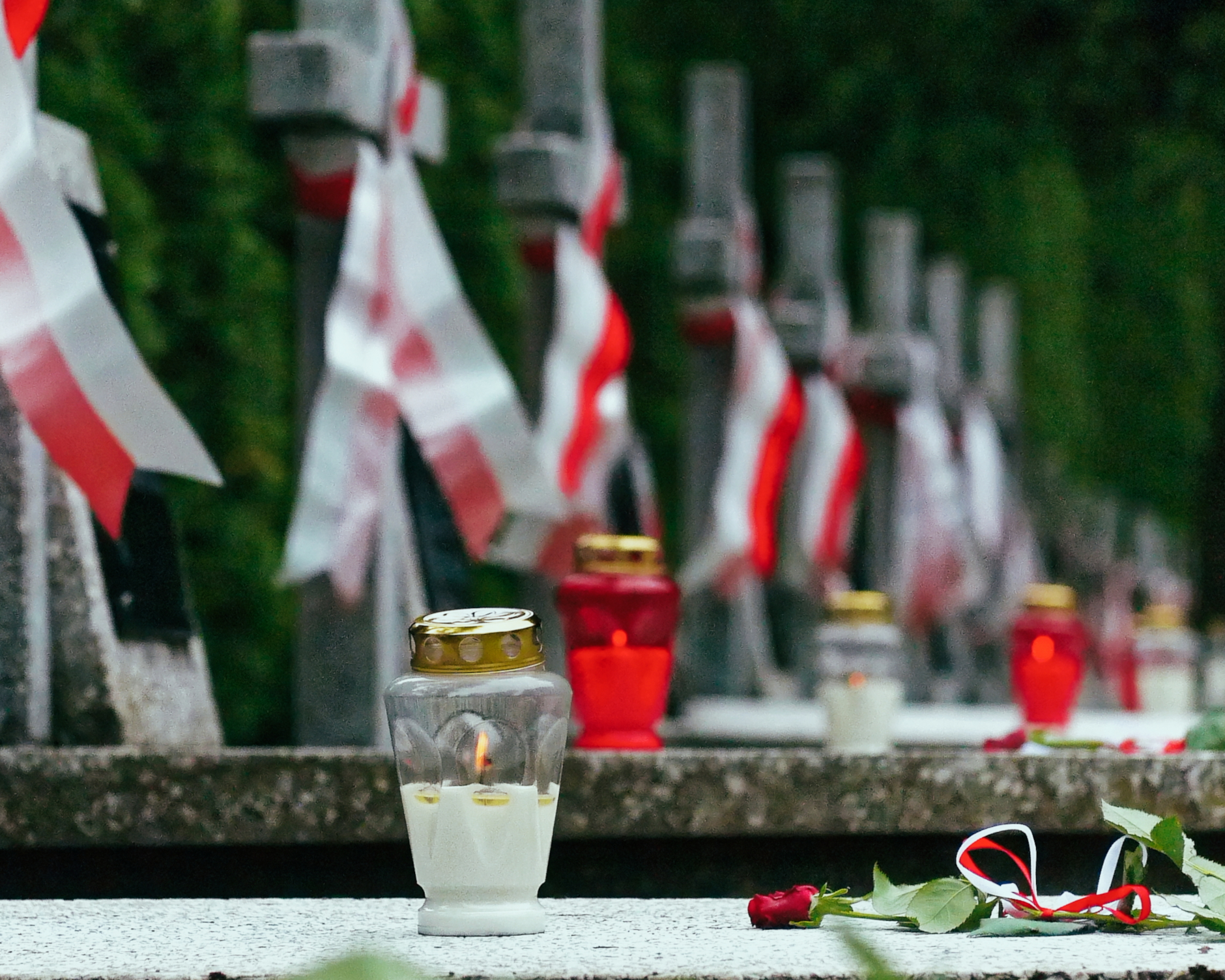
Kwatera żołnierzy polskich na Cmentarzu Komunalnym i Wojskowym

- Cmentarz Komunalny i Wojskowy założony w 1788
- Cmentarz Katolicki z XIX wieku
- Cmentarz wojenny żołnierzy niemieckich z I wojny światowej
- Cmentarz wojenny żołnierzy rosyjskich z I wojny światowej przy ul. 11 Listopada
- Cmentarz wojenny żołnierzy rosyjskich z I wojny światowej w Ełku-Szybie

## Gospodarka
W Ełku znajduje się podstrefa Suwalskiej Specjalnej Strefy Ekonomicznej, gdzie obowiązują preferencyjne warunki prowadzenia działalności gospodarczej dla firm krajowych i zagranicznych. Do najbardziej znanych firm należy zaliczyć: „Porta Drzwi” – fabryka drzwi i ościeżnic, „MG Murbet” stalowe centrum serwisowe, „Impress Decor” – fabryka papieru dla przemysłu meblowego, „Cezar” – fabryka listew do glazury i przypodłogowych. Reprezentowany jest kapitał polski, austriacki, szwajcarski, koreański i tajwański. Poza strefą największymi zakładami przemysłowymi są zakłady mięsne Animex „Mazury Ełk”, założone w 1907, obecnie produkujące między innymi na rynek Unii Europejskiej. Branża motoryzacyjna jest reprezentowana przez dwie duże firmy: „Zakład Elektrotechniki Motoryzacyjnej” – producenta wiązek samochodowych kabli elektrycznych i „Sungsan-ZEM Polska” – producenta oświetlenia samochodowego. W Ełku rozwija się także przemysł drzewny. W ramach zatwierdzonego w 1992 programu Ełk – miasto ekologiczne promuje się inwestycje związane z ochroną środowiska. 18 października 2012 nastąpiło otwarcie Parku Naukowo-Technologicznego służącego do tworzenia innowacyjnej działalności gospodarczej oraz prowadzenia badań i tworzenia nowych miejsc pracy.

## Parki, place, deptaki

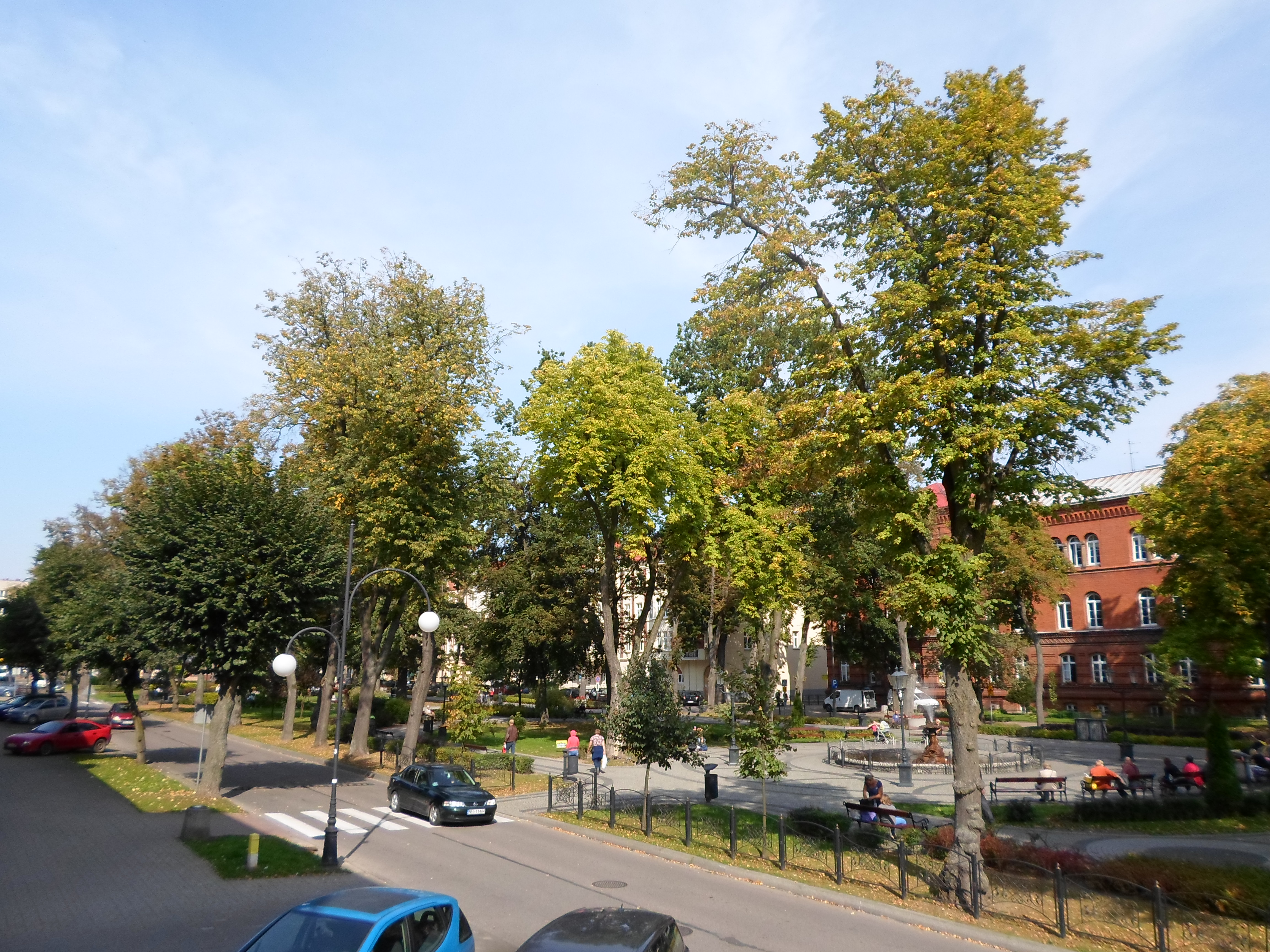
Park Solidarności

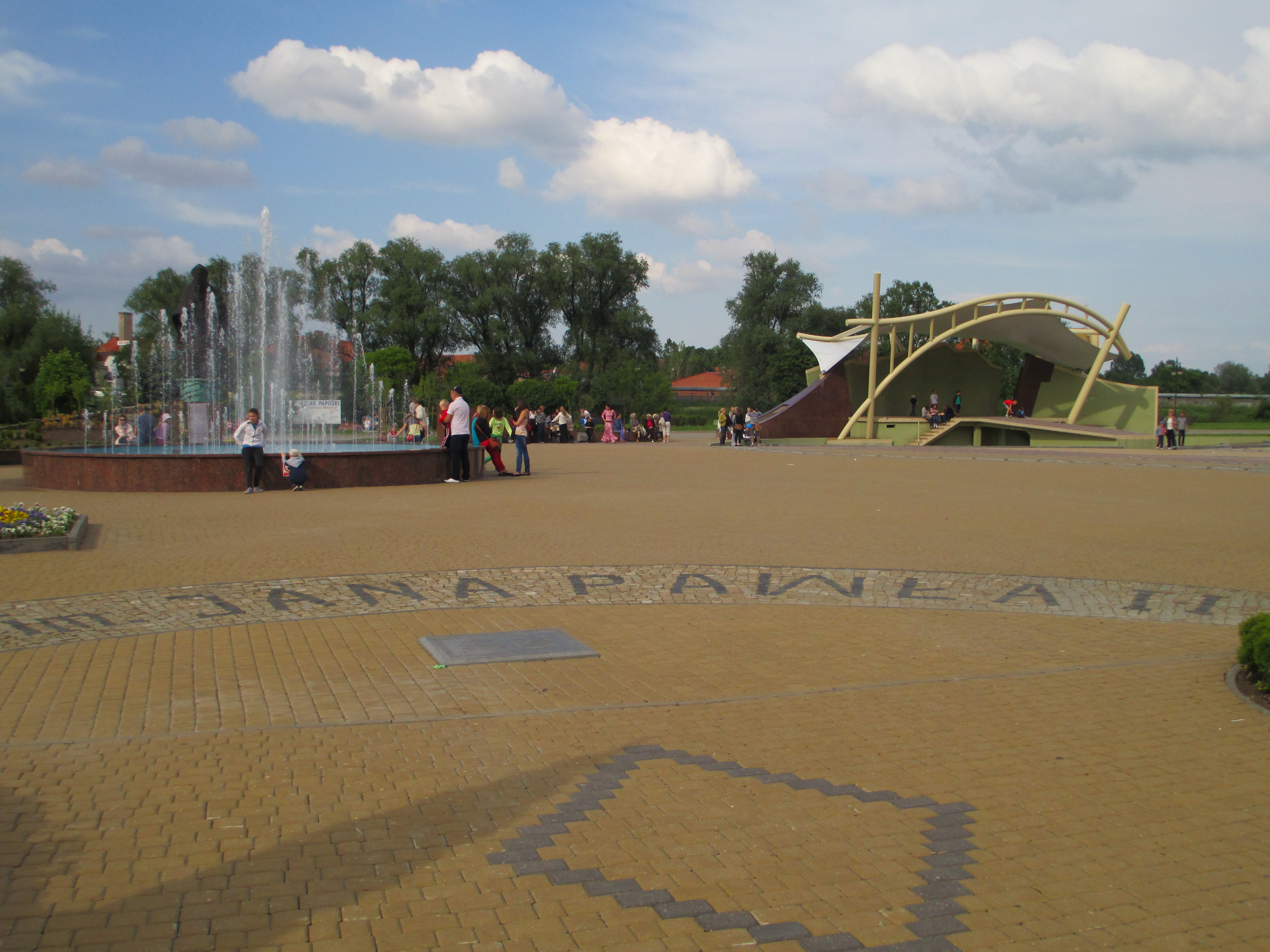
Plac Jana Pawła II

- Park Solidarności – zabytkowy park w centrum miasta
- Promenada nad Jeziorem Ełckim – ciąg pieszy i rowerowy wzdłuż wschodniego brzegu Jeziora Ełckiego
- Plac Jana Pawła II – plac i park w południowo-centralnej części miasta przy rzece Ełk i ul. Kilińskiego, z centralnie zlokalizowanym pomnikiem Jana Pawła II, mierzący 5 m. (najwyższa figura w Polsce)
- Park przy ul. Słowackiego przy Urzędzie Gminy Ełk
- Park przy ul. Dąbrowskiego przy dworcu PKP
- Skwer na rogu ulic Armii Krajowej i Małeckich
- Park Mikołaja Kopernika[31]
- Skwer Zesłańca Sybiru (zlikwidowany w 2012)

### Pomniki przyrody
Na terenie miasta rosną następujące pomniki przyrody:
- park przy ul. Słowackiego: klon jawor 205 cm, nr ew. 521; klon zwyczajny 219 cm, nr ew. 523. Do 2013 w parku rósł jeszcze jeden pomnik przyrody – klon zwyczajny o obwodzie 210 cm[33].
- park Solidarności przy ul. 3 Maja: buk zwyczajny o obwodzie 254 cm, nr ew. 525. Do 2010 w parku rosły jeszcze: jeden pomnik przyrody – klon jawor o obwodzie 254 cm[34], a do 2017 dwa buki zwyczajne o nazwach „Adam”, „Ewa” o obwodach 170 i 240 cm[35].

## Transport

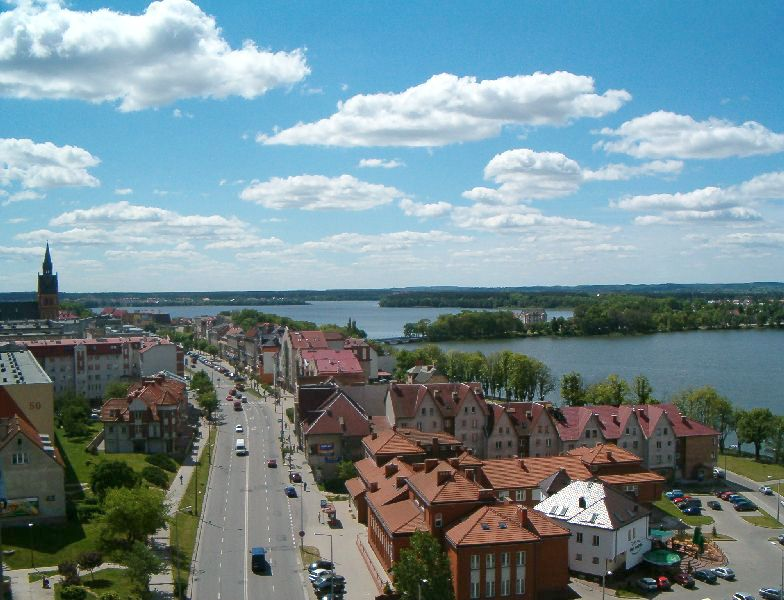
Ul. Wojska Polskiego – część głównej arterii komunikacyjnej miasta

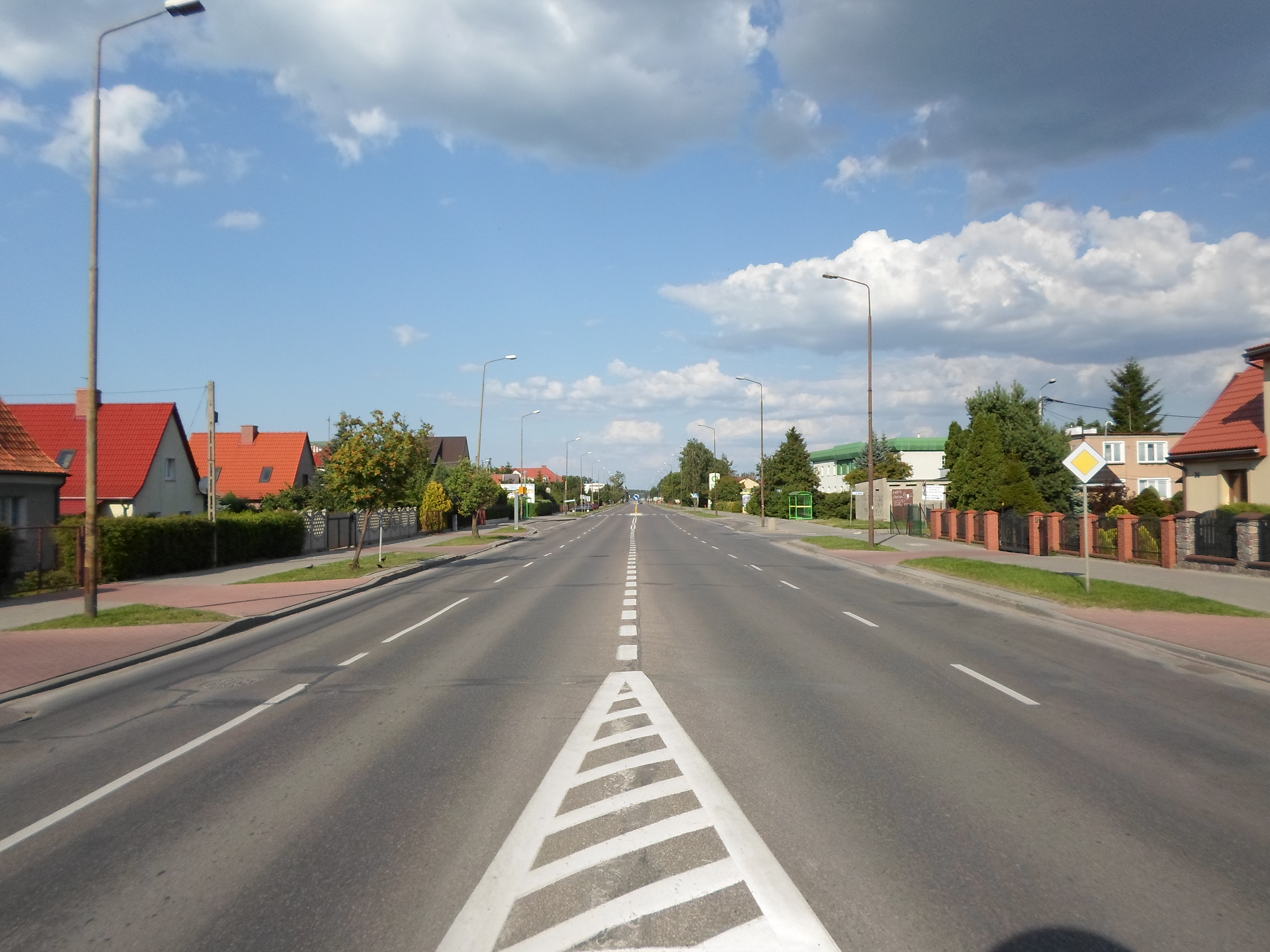
Ul. Suwalska

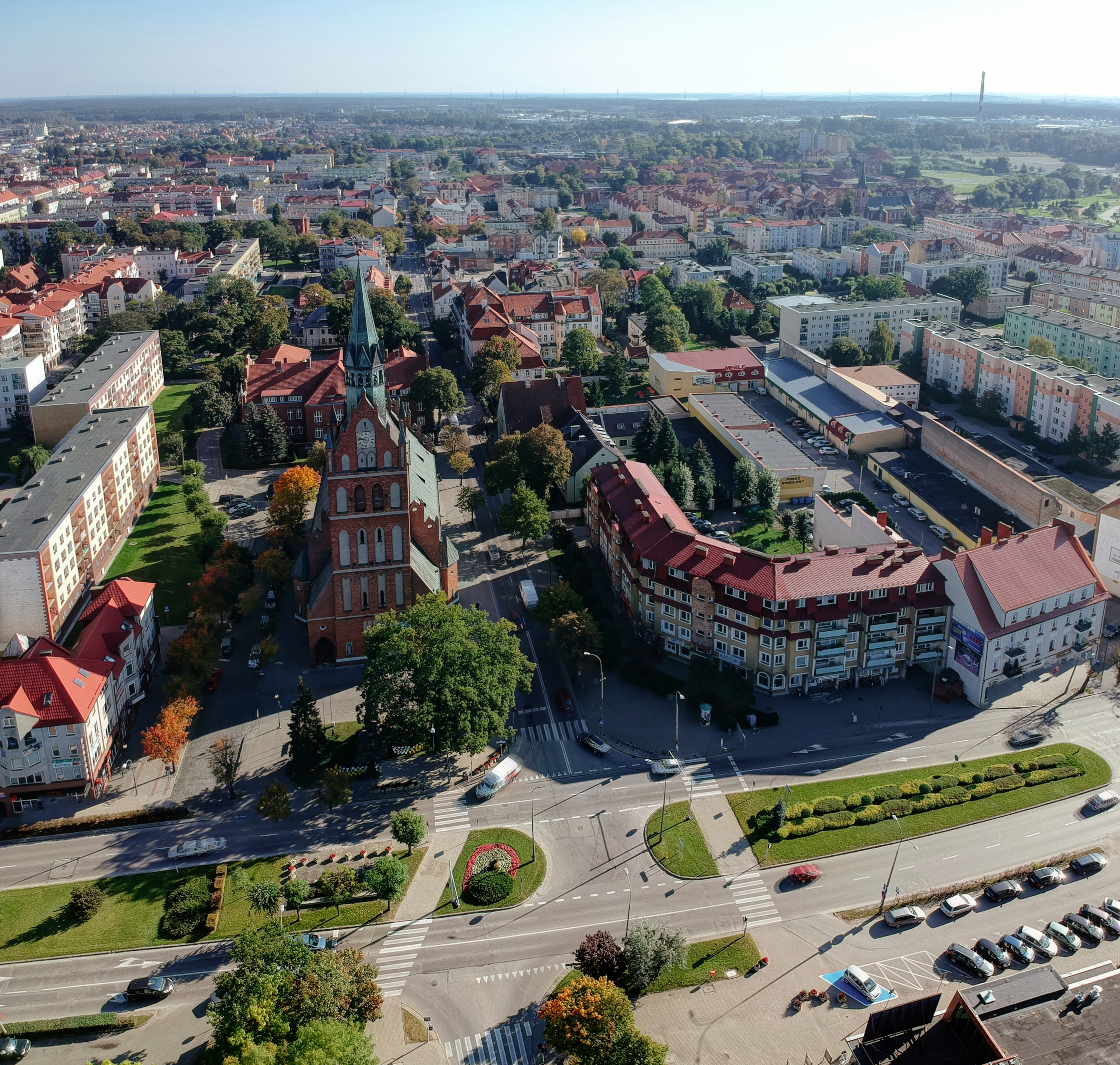
Skrzyżowanie ulic Wojska Polskiego i Armii Krajowej – dwóch reprezentacyjnych ulic miasta

### Transport drogowy
Ełk jest położony na przecięciu dróg krajowych nr 65 i nr 16. Środkami komunikacji miejskiej są głównie autobusy Miejskiego Zakładu Komunikacji i taksówki.
W mieście znajduje się 207 dróg miejskich i 4 zarządzane przez GDDKiA. Dostępne są ponadto drogi rowerowe, przede wszystkim wzdłuż promenady i niektórych ulic miasta. Łączna długość ścieżek rowerowych oscyluje w granicach 25–30 km.

Najdłuższe ulice
- ul. Przemysłowa – 3705 m
- ul. Suwalska – 2800 m
- ul. Sikorskiego – 2300 m
- ul. Kilińskiego – 1710 m
- ul. Wojska Polskiego – 1640 m

Najkrótsze ulice
- ul. Czarna – 59 m
- ul. Jasna – 75 m
- ul. Wiosenna – 85 m
- ul. Dębowa – 98 m
- ul. Świerkowa – 100 m

#### Odległości od Ełku
- Grajewo – 22 km
- Olecko – 31 km
- Gołdap – 51 km
- Pisz – 52 km
- Giżycko – 53 km
- Suwałki – 65 km
- Łomża – 93 km
- Białystok – 104 km
- Olsztyn – 153 km
- Warszawa – 224 km
- Gdańsk – 304 km
- Poznań – 396 km
- Kraków – 525 km

#### Tranzyt
Przez Ełk przebiegają:
- droga krajowa nr 65 Gołdap – Olecko – Ełk – Grajewo – Mońki – Białystok – Bobrowniki
- droga krajowa nr 16 Dolna Grupa – Grudziądz – Olsztyn – Ełk – Augustów – Ogrodniki
- droga wojewódzka nr 656

Drogi ekspresowe
- Via Baltica – droga ekspresowa S61 Ostrów Mazowiecka – Łomża – Stawiski – Szczuczyn – Ełk – Raczki – Suwałki – Budzisko, jako część trasy europejskiej droga międzynarodowa E67 Helsinki – Kowno – Warszawa – Praga

Planowana droga (skrzyżowanie S16,Via Carpatia)
- droga ekspresowa S16 – Olsztyn (S51) – Ełk – Knyszyn (Via Carpatia, S19)

#### Obwodnica Ełku

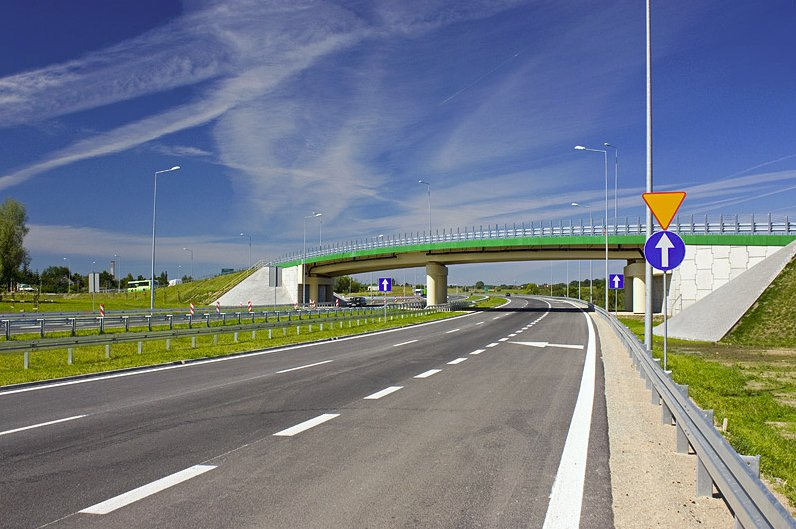
Obwodnica Ełku

Droga omijająca miasto Ełk, znajdująca się w ciągu drogi krajowej nr 16 i drogi krajowej nr 65. Budowa ełckiej obwodnicy rozpoczęła się w 2004 i została podzielona na 5 etapów. Odcinek I znajduje się w ciągu ulicy Przemysłowej, długość odcinka 3,8 km. Odcinek II o długości 1,7 km stanowi ulica Kolonia. Odcinek III i IV został wybudowany w latach 2010–2012, zawiera najwięcej trudnych obiektów inżynierskich: most, wiadukt kolejowy, pięć wiaduktów drogowych oraz przepust zwierząt. Zaś V etap zrealizowano w 2005, wykonano przebudowę ronda u zbiegu ulic Grajewskiej, Kilińskiego i Przemysłowej, oświetlenie, kanalizacje deszczową, dobudowano nową nitkę drogi na ulicy Grajewskiej wraz z budową chodnika i ścieżki rowerowej.

#### Transport autobusowy
Komunikację autobusową zapewnia suwalski oddział PKS Nova, kętrzyński oddział Arriva oraz przewoźnicy prywatni. Miasto posiada bezpośrednie połączenia autobusowe z Warszawą, Wrocławiem, Białymstokiem, Łomżą, Suwałkami, Piszem, Giżyckiem, Oleckiem, Augustowem, Grajewem i Gołdapią.

#### Komunikacja miejska
System komunikacji miejskiej w Ełku istnieje od 5 kwietnia 1973. Uruchomienie pierwszej linii autobusowej nastąpiło 20 lipca tego samego roku. W mieście kursuje 35 autobusów. Miejski Zakład Komunikacyjny prowadzi obecnie 17 linii autobusowych. Autobusy przejeżdżają rocznie ponad 1,5 mln km i przewożą 4,8 mln pasażerów.

### Transport kolejowy

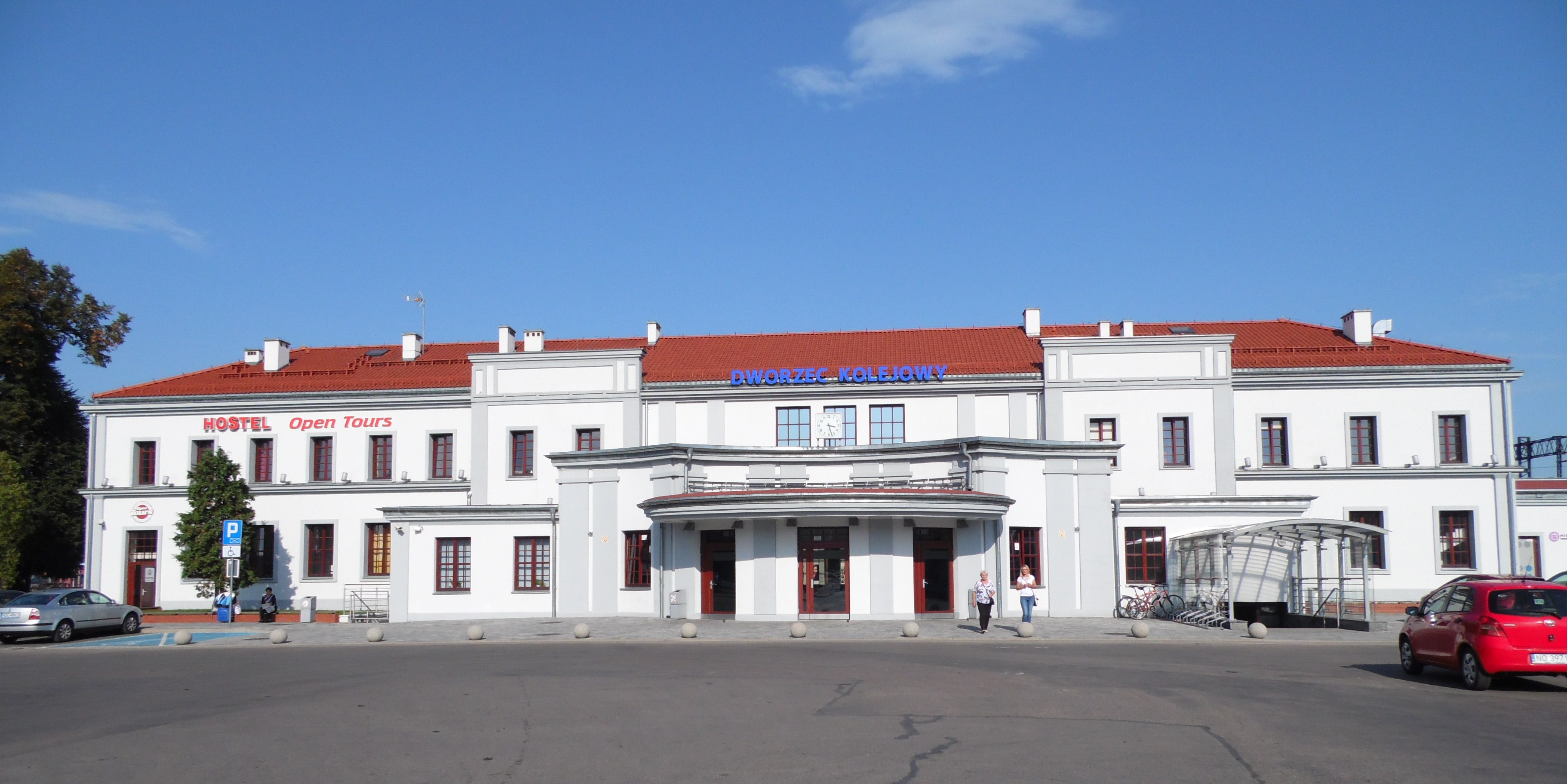
Dworzec kolejowy w Ełku

Ełk posiada największą stację węzłową na Mazurach, w której krzyżują się linie do Białegostoku (przedłużona do Brześcia, zelektryfikowana w 1990), Korsz, Gołdapi, Olsztyna i Czerwonki. Z Ełku kursują bezpośrednie pociągi m.in. do Olsztyna, Białegostoku, Torunia, Poznania, Wrocławia, Gdańska, Szczecina, Gdyni, Warszawy i Łodzi. Z Ełku można też wyjechać zabytkową koleją wąskotorową do przystanku Sypitki. Tutejsza parowozownia normalnotorowa po parowozowni Wolsztyn najdłużej w Polsce eksploatowała parowozy w ruchu planowym (do maja 1992).
Stacje czynne: Ełk, Ełk Towarowy, Ełk Wąskotorowy.
Przystanki osobowe czynne: Ełk Szyba Wschód, Ełk Szyba Zachód.
Przystanek nieczynny: Ełk Zachód.
Dworce czynne: Ełk, Ełk Wąskotorowy
Dworce nieczynne: Ełk Szyba Wschód, Ełk Zachód
Dworzec rozebrany: Ełk Szyba Zachód

### Lotnisko
W 2012 rozpoczęła się realizacja projektu „Odlotowa Polska Wschodnia” w planach jest utworzenie trawiastego lotniska w podełckiej miejscowości Pisanica w gminie Kalinowo. Przy dwóch szpitalach funkcjonują lądowiska sanitarne. Dawniej funkcjonowało lotnisko polowe w pobliżu ulicy Suwalskiej, wykorzystywane również dla lotów wojskowych podczas pierwszej i II wojny światowej.

## Polityka i administracja

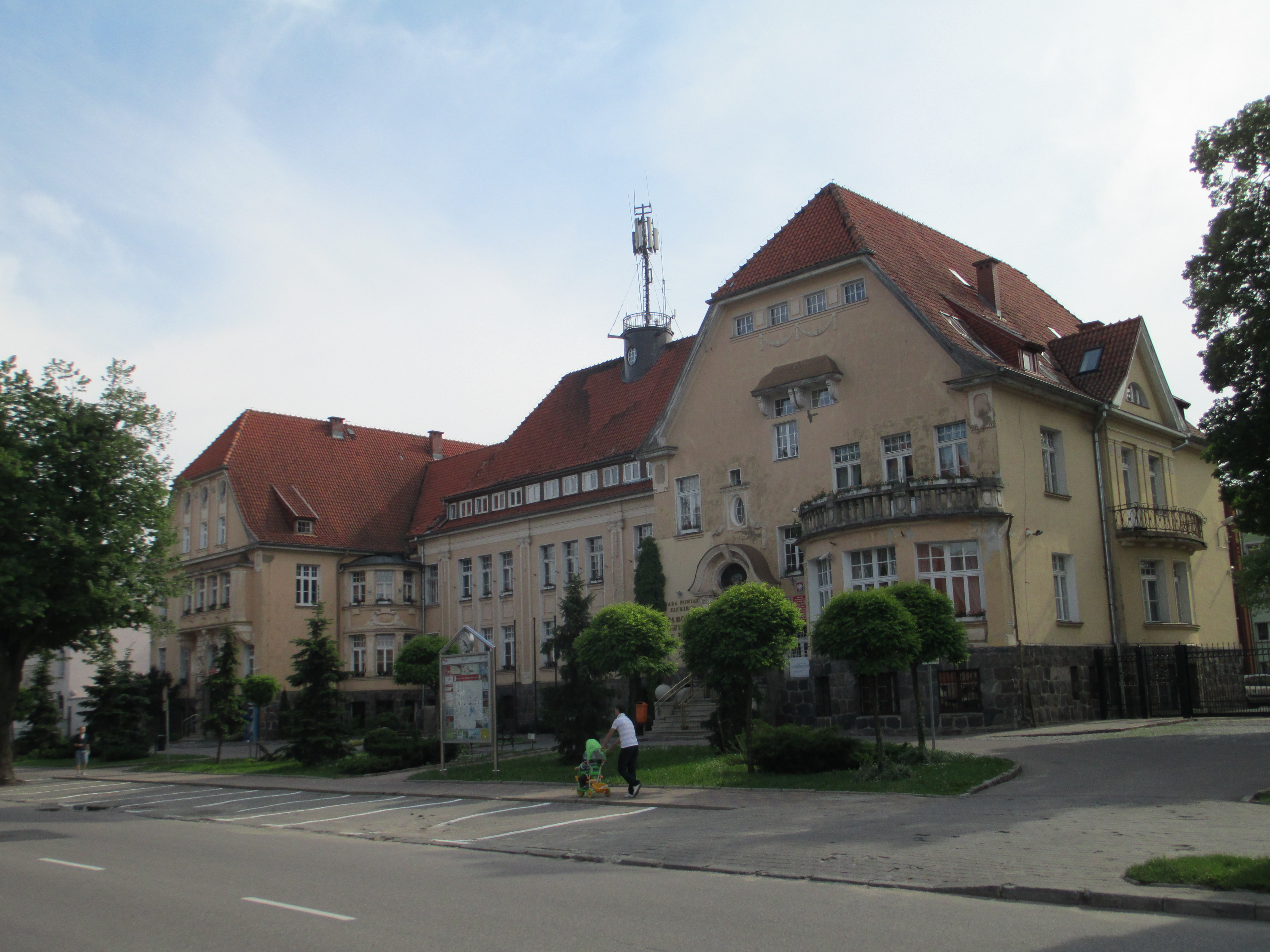
Ratusz z 1912 – współczesna siedziba władz miasta i powiatu

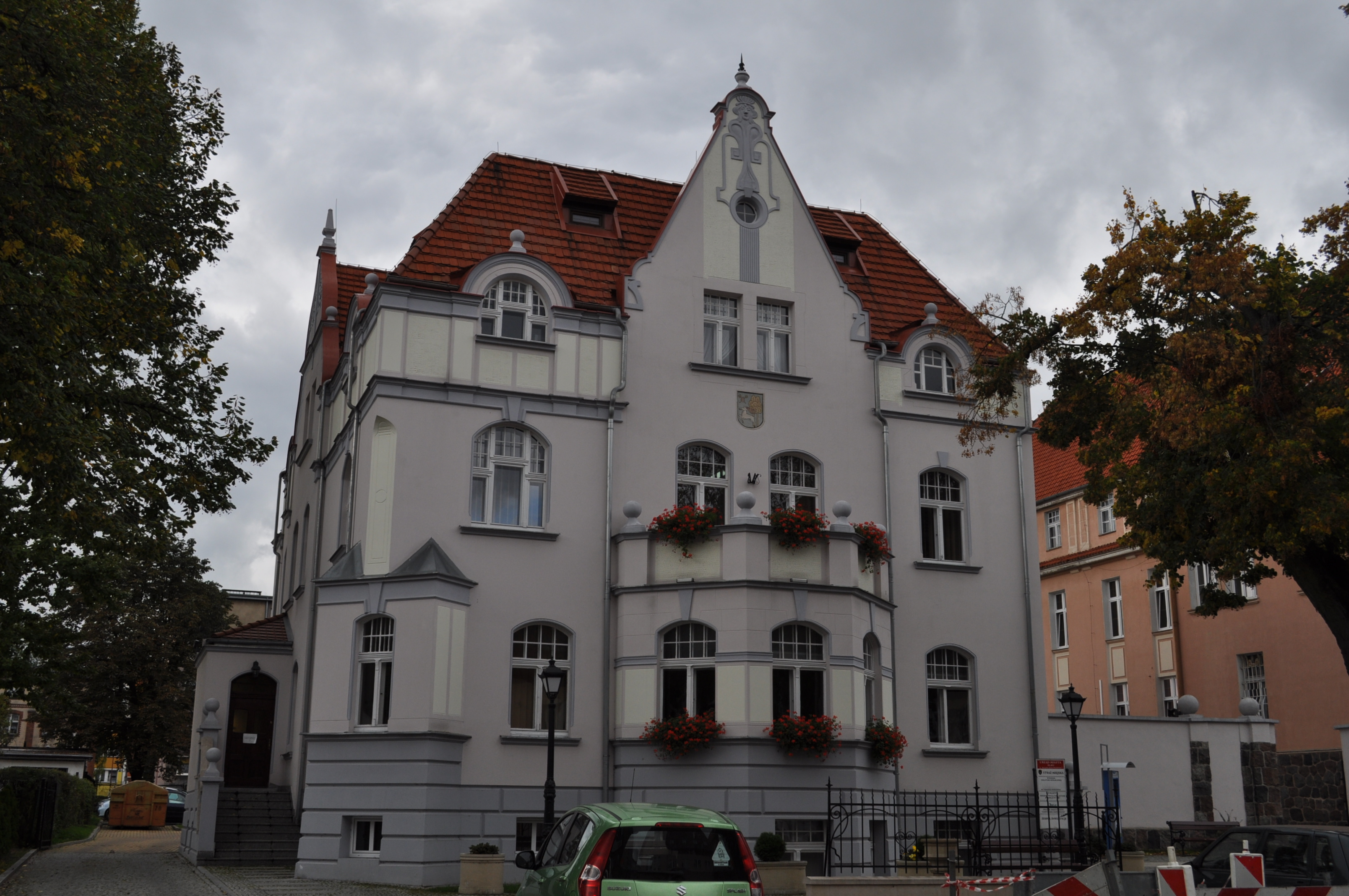
Budynek dawnej szkoły muzycznej, współcześnie siedziba straży miejskiej

Ełk ma status gminy miejskiej i jest siedzibą władz miasta, powiatu ełckiego oraz gminy wiejskiej Ełk. Mieszkańcy wybierają do rady miejskiej 23 radnych. Organem wykonawczym władz jest prezydent miasta. Siedziby władz miasta oraz powiatu (dawnego niemieckiego Landskreisu Lyck) się wielokrotnie zmieniały. Dziś powiat i gmina miejska dzielą gmach Landratsamtu z 1912 przy ul. Piłsudskiego. W przeszłości istniał ratusz miejski, a kilkaset lat temu starosta urzędował w dawnym zamku krzyżackim.
Miasto jest członkiem Związku Miast Polskich.

### Prezydenci Ełku (od 1990)
- Adam Puza (1990–1994)
- Zdzisław Fadrowski (1994–2002)
- Janusz Nowakowski (2002–2006)
- Tomasz Andrukiewicz (od 2006)

### Miasta partnerskie
- Galatone –  Włochy
- Lida –  Białoruś
- Lorenskog –  Norwegia
- Nettetal –  Niemcy
- Olita –  Litwa
- Orbassano –  Włochy
- Oziorsk (pol. Darkiejmy) –  Rosja (do 2022)

### Osiedla

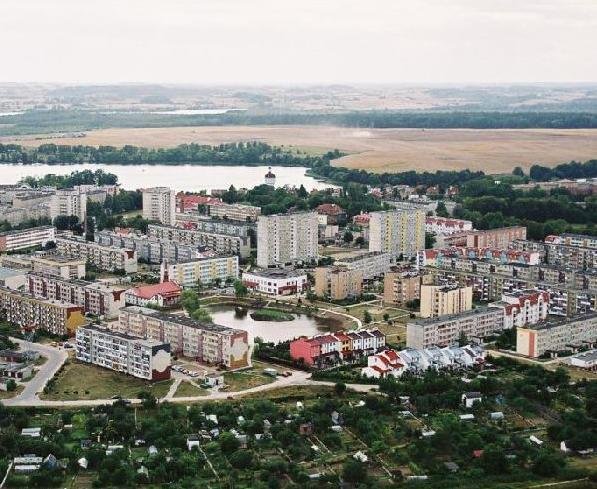
Osiedle Północ II

Podział na osiedla nie jest ustanowiony prawnie i w większości odzwierciedla podziały zwyczajowe. Głównym wyjątkiem jest osiedle Jeziorna, traktowane przez większość mieszkańców jako część sąsiadujących Baranek.
Najstarszym osiedlem jest Centrum. Dość liczną zwartą zabudowę sprzed 1939 można znaleźć także na osiedlach: Grunwaldzkim, Kochanowskiego, Północ I, na Szybie oraz na Zatorzu. Najmłodszym osiedlem jest Osiedle Tuwima powstałe po 2000.

- Baranki
- Bogdanowicza
- Centrum
- Grunwaldzkie
- Jeziorna
- Kochanowskiego
- Konieczki
- Pod Lasem
- Północ I
- Północ II
- Szyba
- Tuwima
- Wczasowe
- Zatorze

## Szpitale
- Mazurskie Centrum Zdrowia „Pro Medica” – ul. Baranki 24
- 1 Wojskowy Szpital Kliniczny z Polikliniką SPZOZ w Lublinie Filia w Ełku (dawniej 108 Wojskowy Szpital z Przychodnią) – ul. Kościuszki 30

## Oświata i nauka

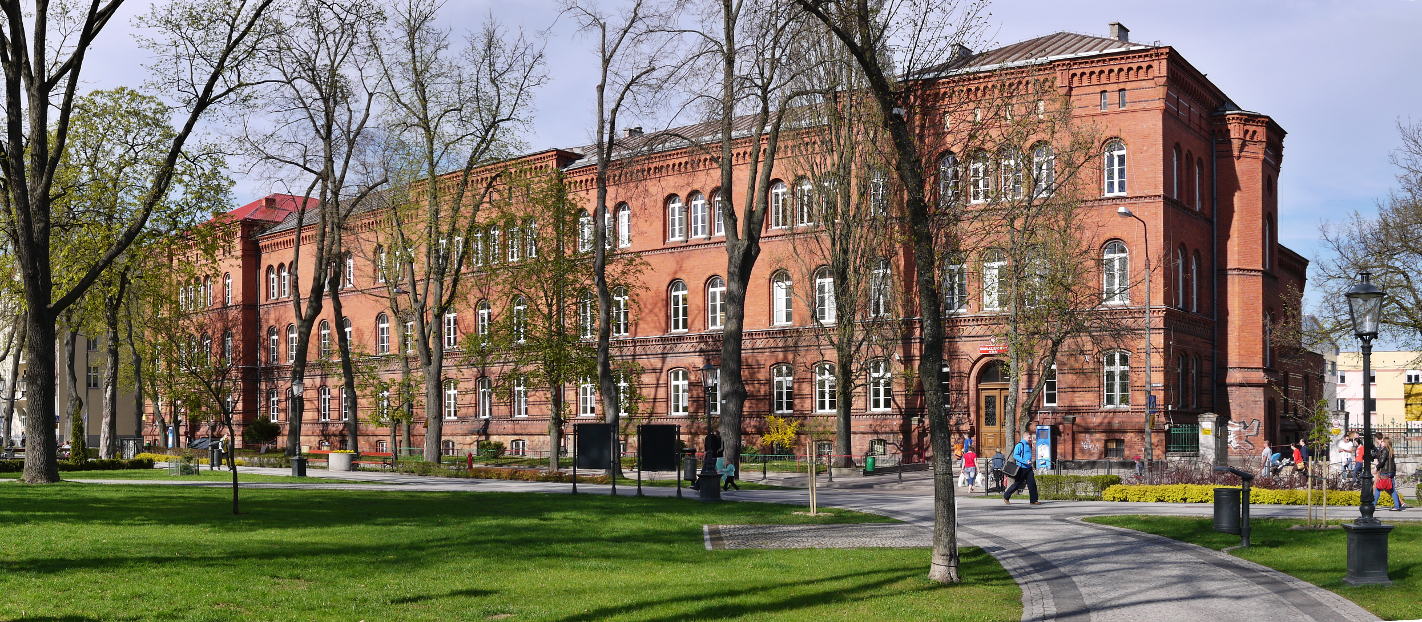
Szkoła Podstawowa nr 2 i Gimnazjum nr 1

### Szkoły podstawowe
- Szkoła Podstawowa nr 1

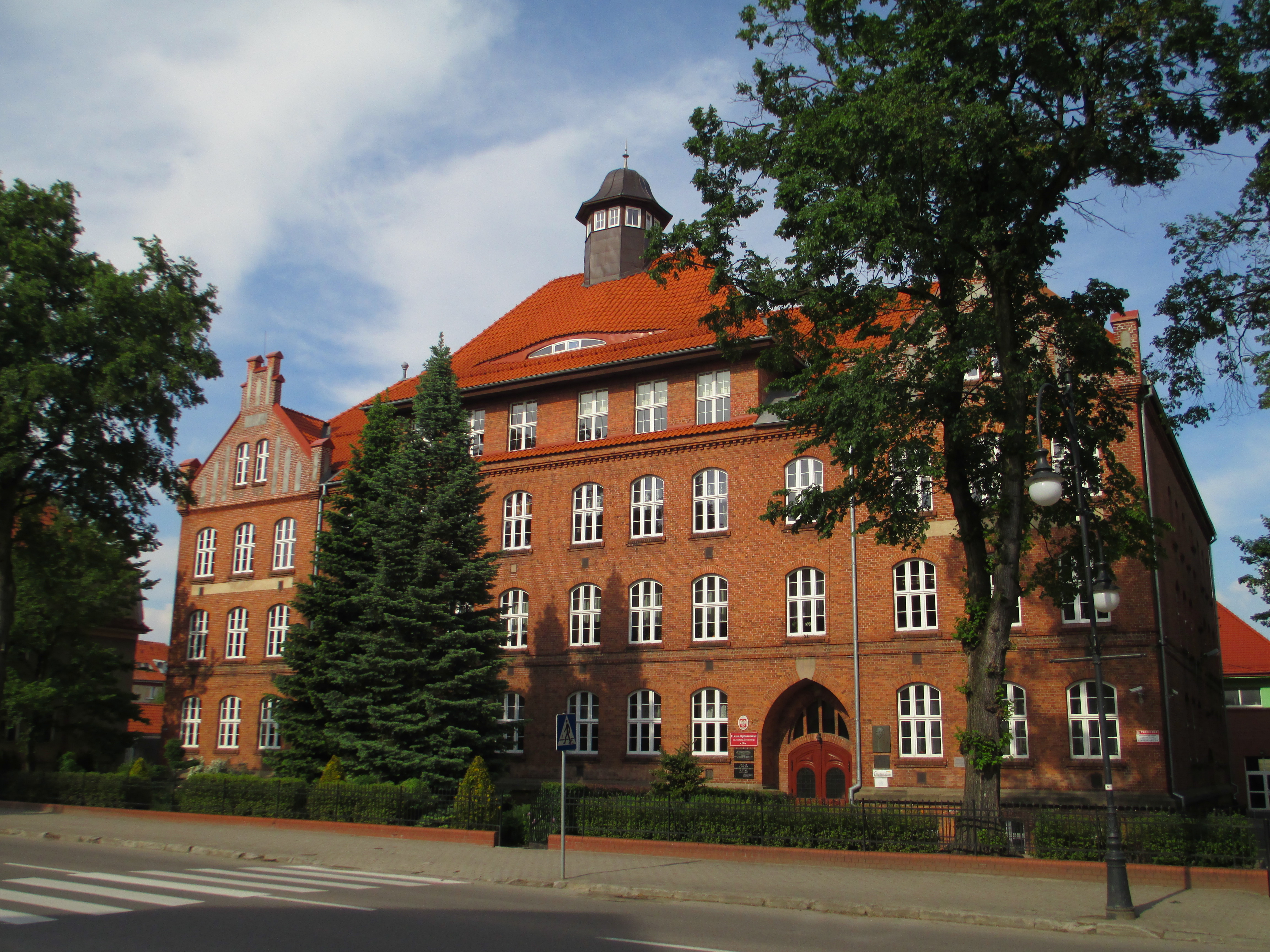
I Liceum Ogólnokształcące im. Stefana Żeromskiego

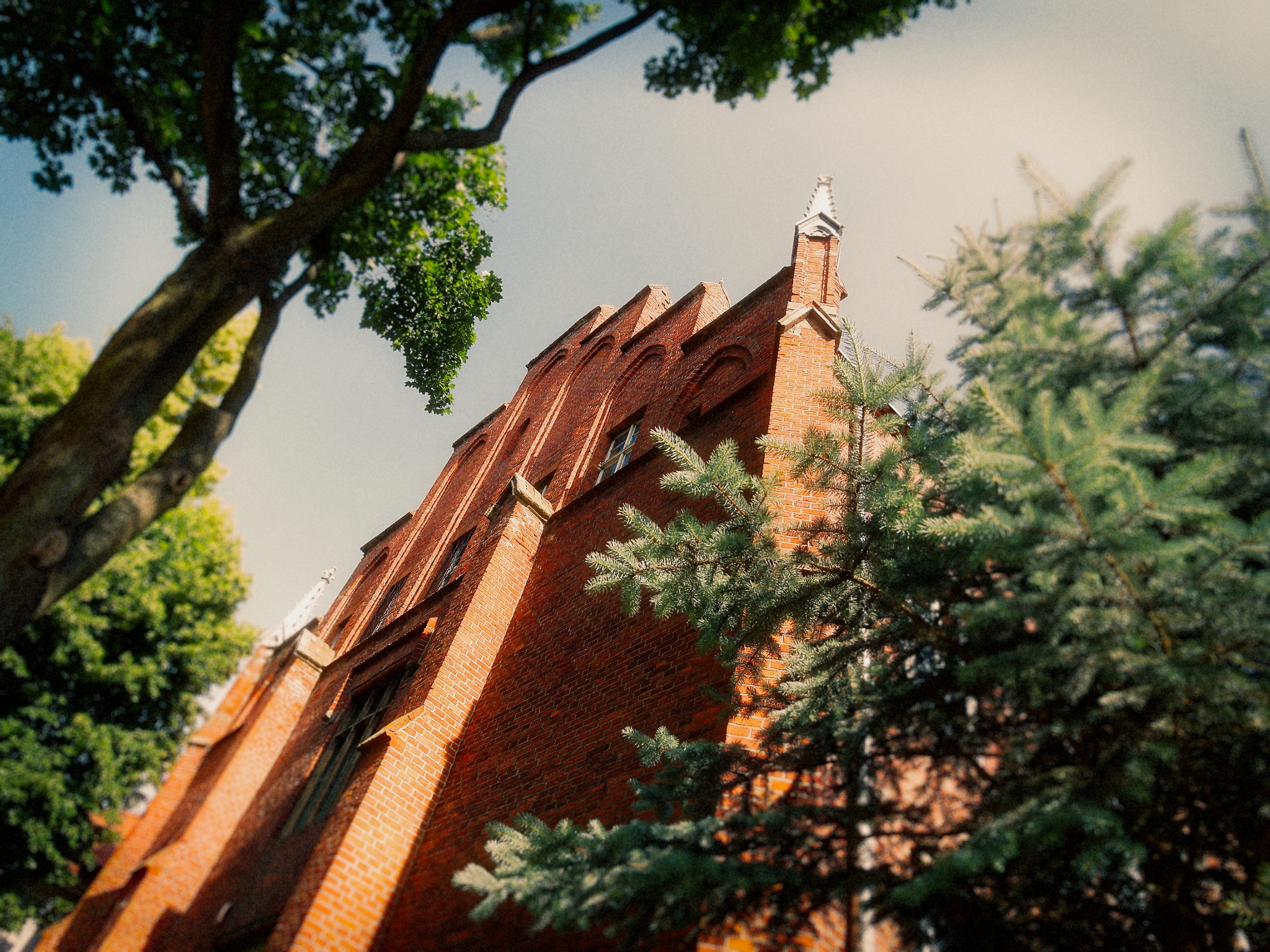
Zespół Szkół Mechaniczno–Elektrycznych

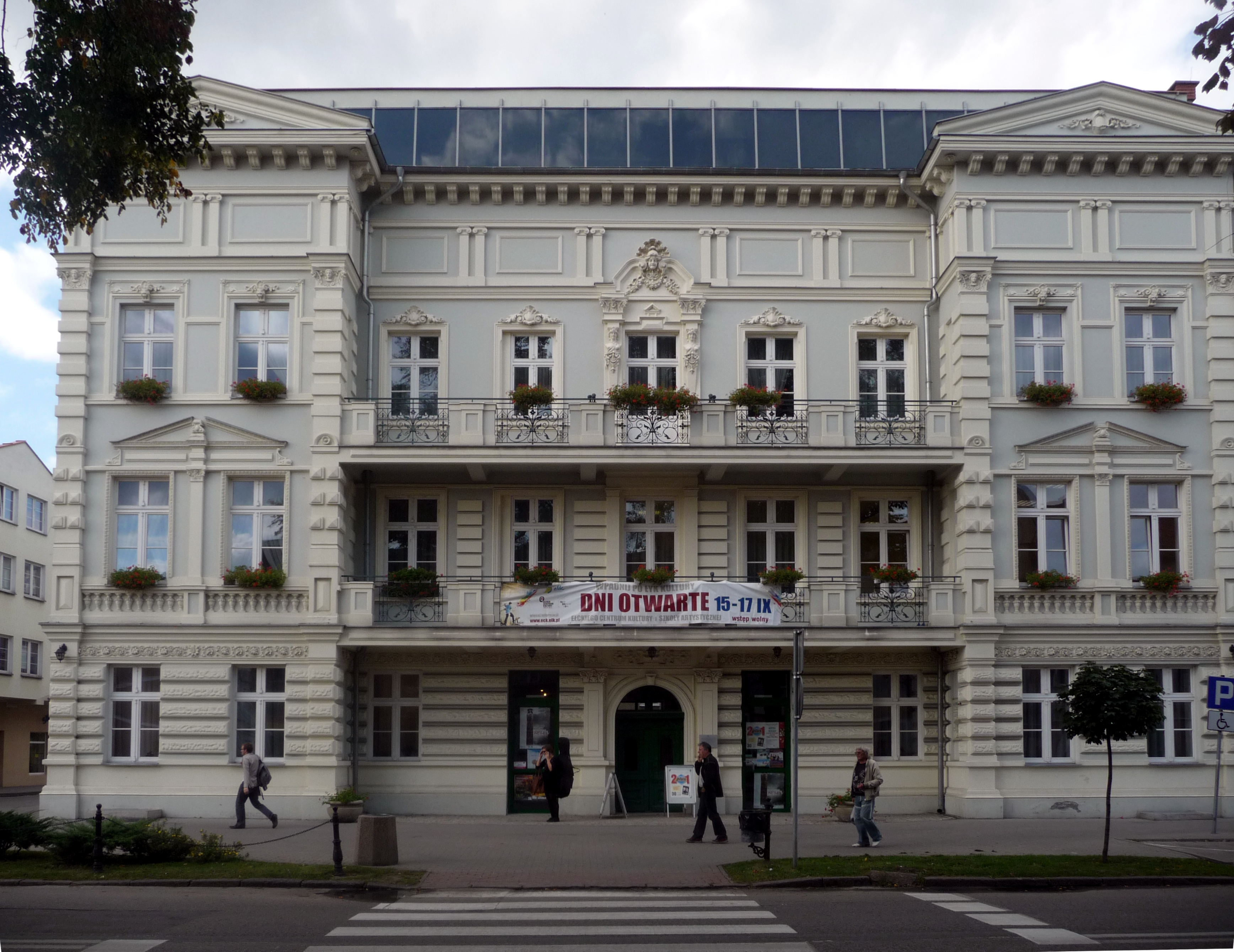
Budynek Szkoły Artystycznej

- Szkoła Podstawowa nr 2 im. Danuty Siedzikówny „Inki”
- Szkoła Podstawowa nr 3 im. Henryka Sienkiewicza
- Szkoła Podstawowa nr 4 im. Władysława Szafera
- Szkoła Podstawowa nr 5 im. Marii Konopnickiej
- Zespół Szkół Sportowych nr 6
- Szkoła Podstawowa nr 7 z oddziałami integracyjnymi
- Szkoła Podstawowa nr 9 im. Jana Pawła II
- Specjalna Szkoła Podstawowa nr 1 w Zespole Szkół Specjalnych nr 4
- Specjalna Szkoła Podstawowa nr 2 w Zespole Szkół Specjalnych nr 4

### Szkoły ponadgimnazjalne
- I Liceum Ogólnokształcące im. Stefana Żeromskiego
- Liceum Ogólnokształcące przy Zespole Szkół Samorządowych
- Zespół Szkół nr 1 im. Jędrzeja Śniadeckiego
- Zespół Szkół nr 2 im. Krzysztofa Kamila Baczyńskiego
- Zespół Szkół nr 5 im. Karola Brzostowskiego
- Zespół Szkół nr 6 im. Macieja Rataja
- Zespół Szkół Mechaniczno–Elektrycznych
- Centrum Edukacji Mundurowej im. mjr. Władysława Raginisa w Ełku
- Zakład Doskonalenia Zawodowego w Ełku

### Szkoły muzyczne
- Szkoła Muzyczna I i II stopnia
- Szkoła Muzyczna YAMAHA[42]
- Studium Prywatne Elżbiety Lickiewicz – tylko fortepian

### Szkoły wyższe

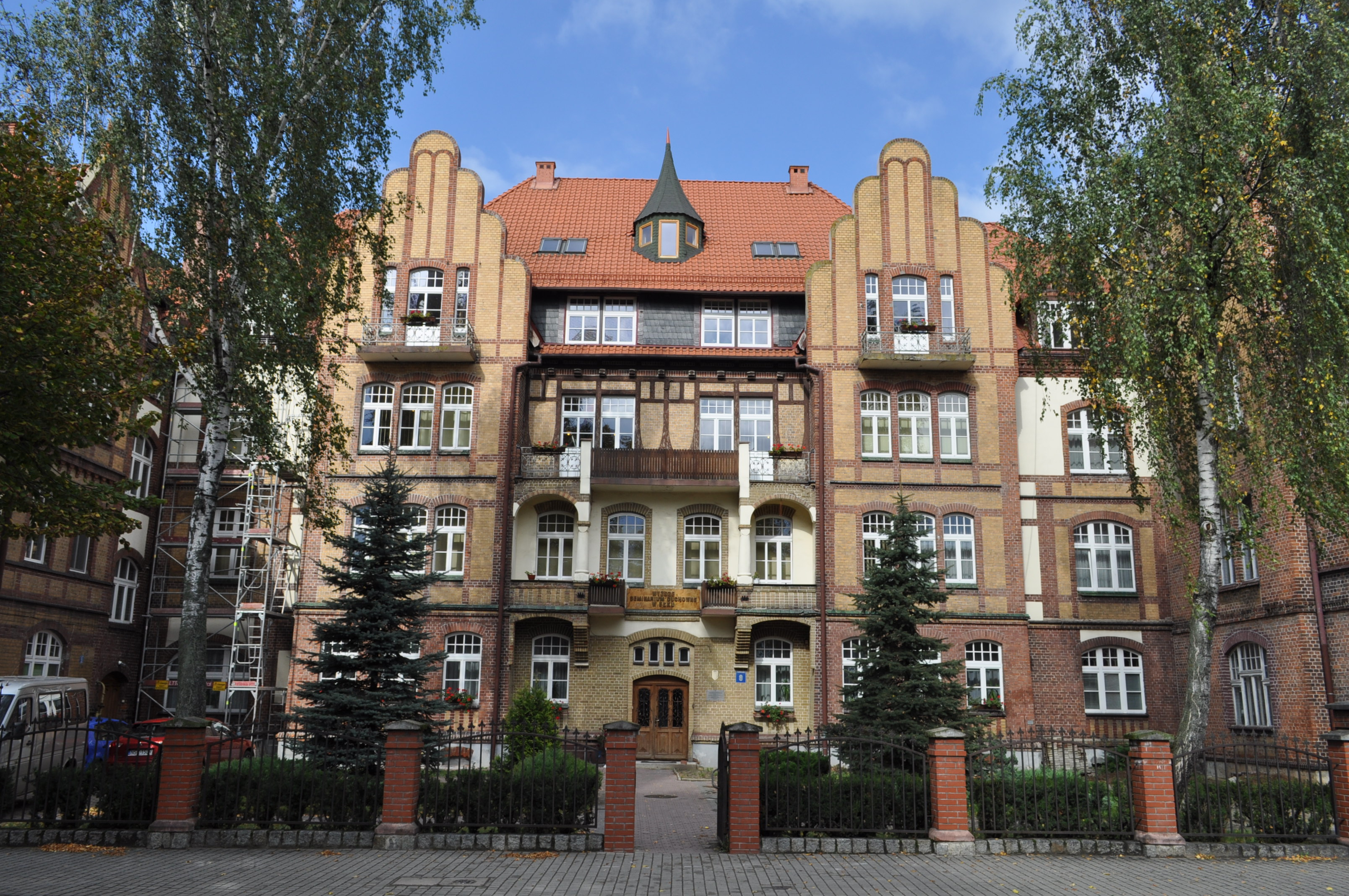
Wyższe Seminarium Duchowne

- Uniwersytet Warmińsko-Mazurski w Olsztynie Filia w Ełku
- Centrum Studiów Bałtyckich (do roku 2013)[43]
- Wyższe Seminarium Duchowne w Ełku
- Mazurska Szkoła Wyższa w Ełku z siedzibą w Ełku
- Wyższa Szkoła Finansów i Zarządzania, filia w Ełku
- Wyższa Szkoła Gospodarki, oddział Ełk

## Kultura

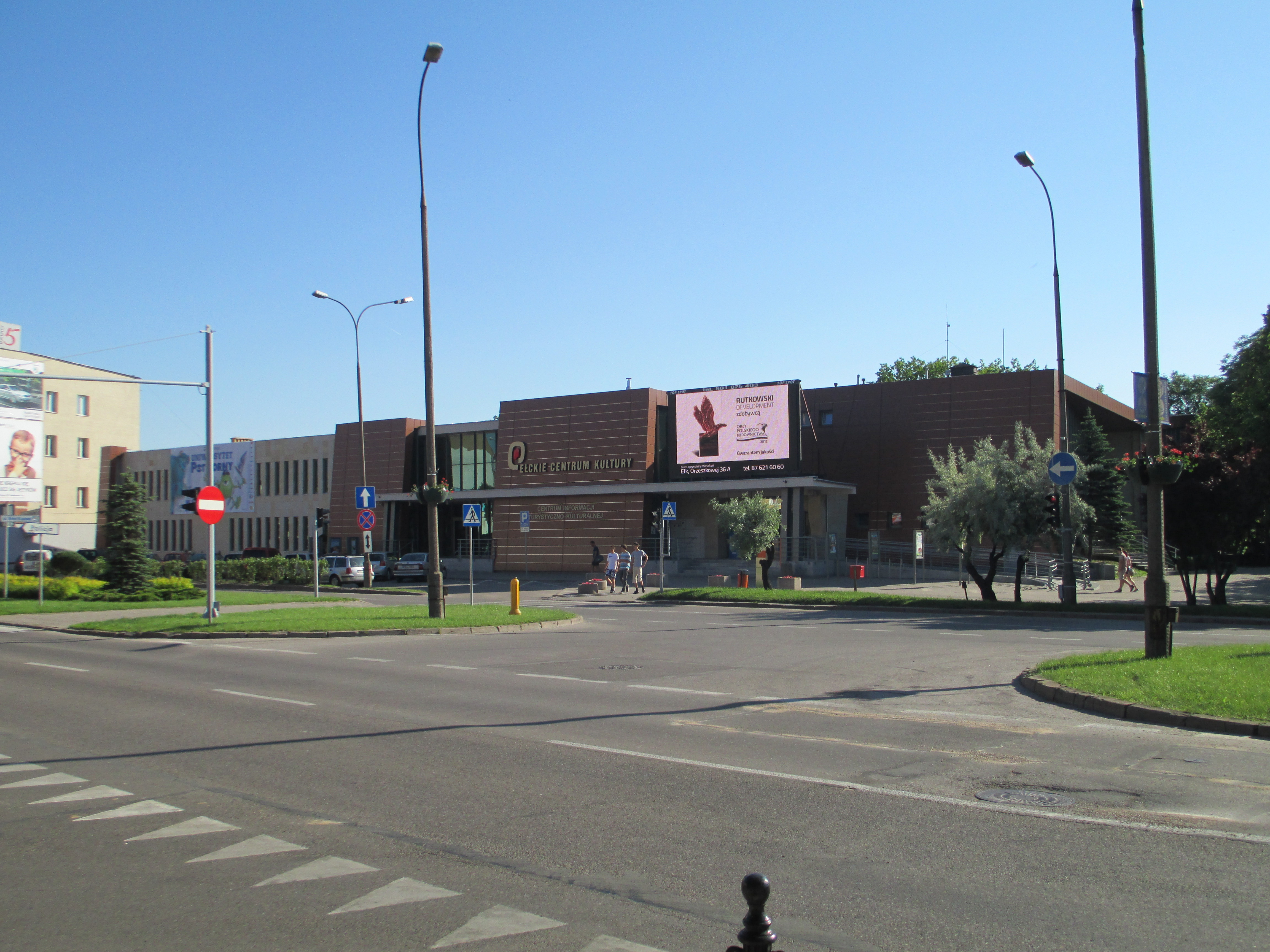
Ełckie Centrum Kultury

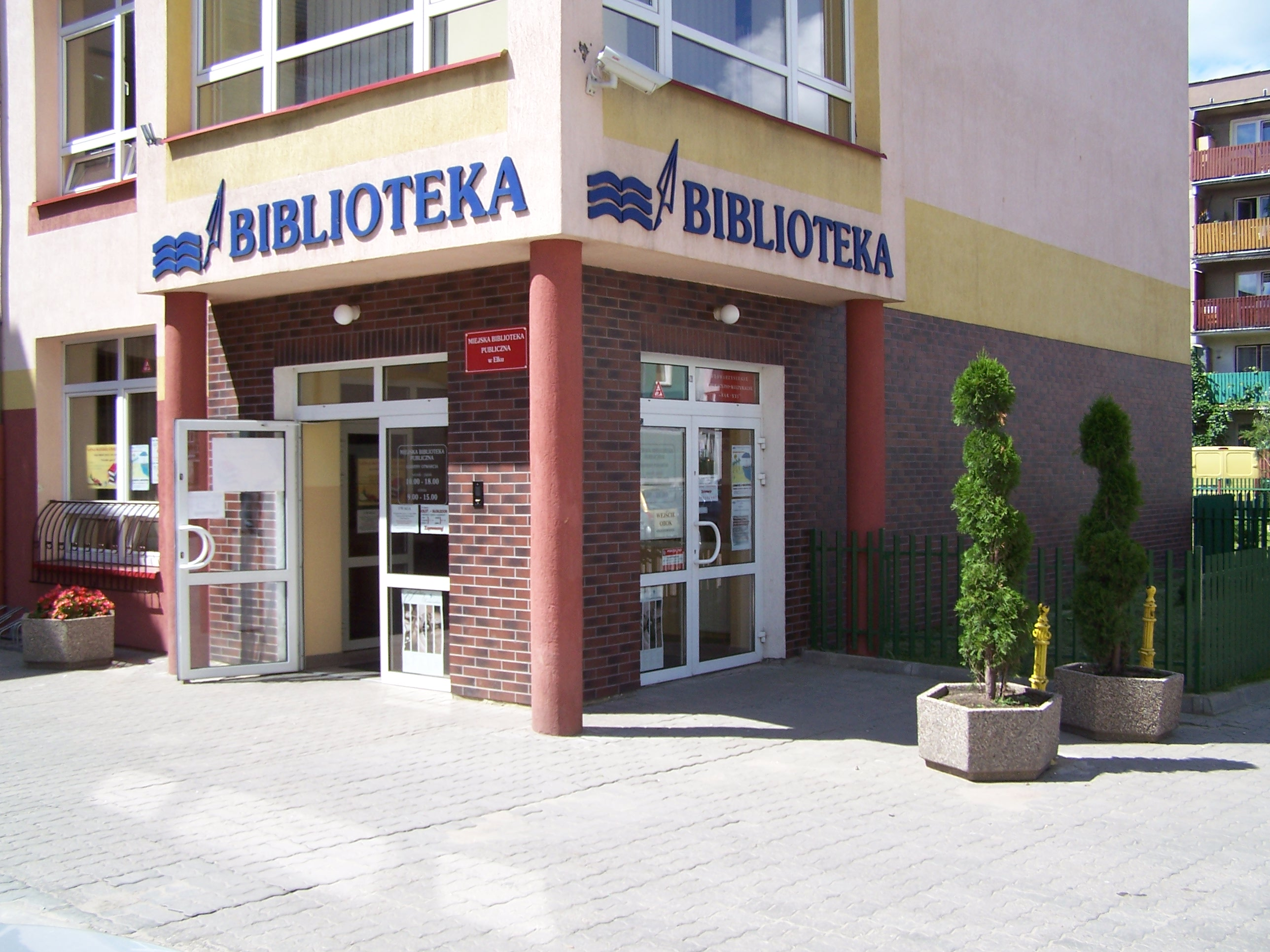
Miejska Biblioteka Publiczna w Ełku

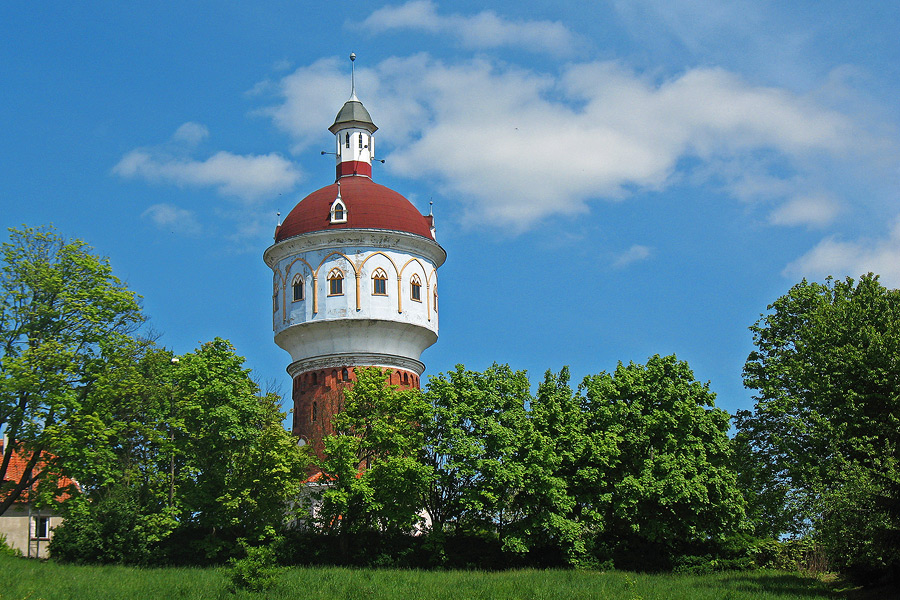
Wieża ciśnień – siedziba Muzeum Kropli Wody

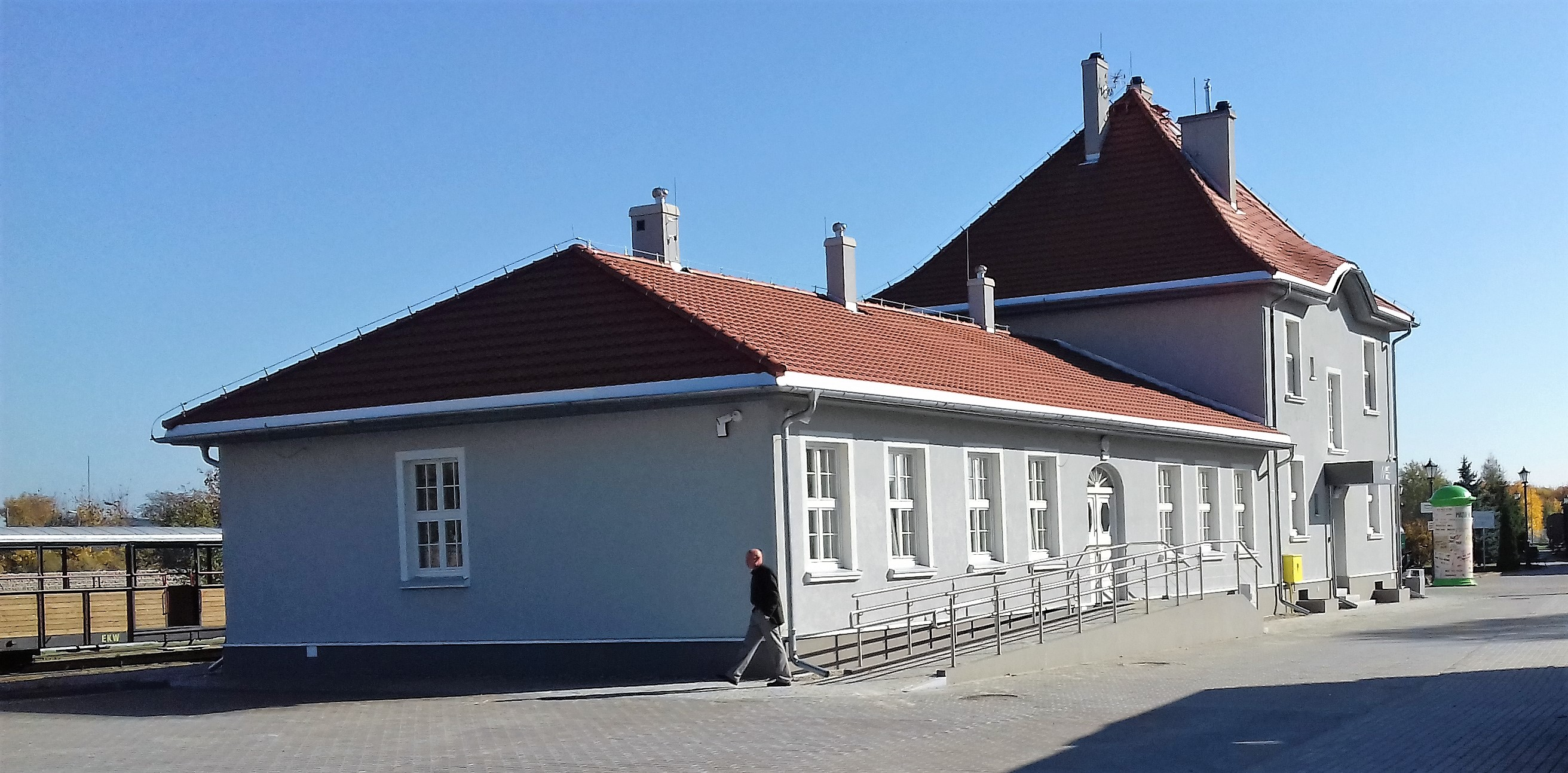
Dworzec Ełckiej Kolei Wąskotorowej – siedziba Muzeum Historycznego w Ełku

W Ełku odbywają się jedne z największych imprez w Polsce:
- Hip Hop Raport Projekt Ełk[44] jest największym w Polsce festiwalem kultury hip-hop
- Mazurski MotoShow[45] odbywa się co roku i należy do czołówki polskich imprez motoryzacyjnych.
- Ełk Latin Festival[46] – trzydniowy festiwal w rytmach muzyki latynoskiej.

### Ełckie Centrum Kultury
Na terenie miasta działa Ełckie Centrum Kultury, w którym istnieje między innymi Teatr Współczesny w Ełku, Ełcki Teatr Tańca, Teatr 30 Minut, Mazurski Zespół Pieśni i Tańca EŁK. Dom kultury posiada pracownie: modelarską, ceramiczną, plastyczną i fotograficzną. Często odbywają się tam różne uroczystości i konkursy (np. Złota Nutka).
Ełckie Centrum Kultury oprócz mniejszych działań, realizuje cztery wielkie festiwale:
- Międzynarodowy Festiwal Folkloru Dzieci i Młodzieży Tęcza
- Festiwal Tańca Współczesnego Impresje
- Festiwal Sztuk Pirotechnicznych Ełk, Ogień & Woda (wcześniej Festiwal Teatrów Plenerowych Ełk, Wind & Fire)
- Mazurskie Lato Kabaretowe Mulatka

W Ełckim Centrum Kultury działają różnorodne grupy:
- Mazurski Zespół Pieśni i Tańca Ełk
- Ełcki Teatr Tańca
- Teatr Współczesny
- Teatr 30 Minut
- Teatr Nowy
- Teatr im. Józefa Węgrzyna
- Poeci XXI wieku
- Zespół Seniora Pojezierze
- Grupa Tańca Współczesnego ABC
- Dyskusyjny Klub Filmowy Kinoman
- Pracownia modelarska
- Pracownia ceramiczna
- Pracownia plastyczna
- Pracownia fotograficzna

### Biblioteki
- Miejska Biblioteka Publiczna w Ełku
- Warmińsko-Mazurska Biblioteka Pedagogiczna Filia w Ełku
- Biblioteka Wyższego Seminarium Duchownego

### Muzea

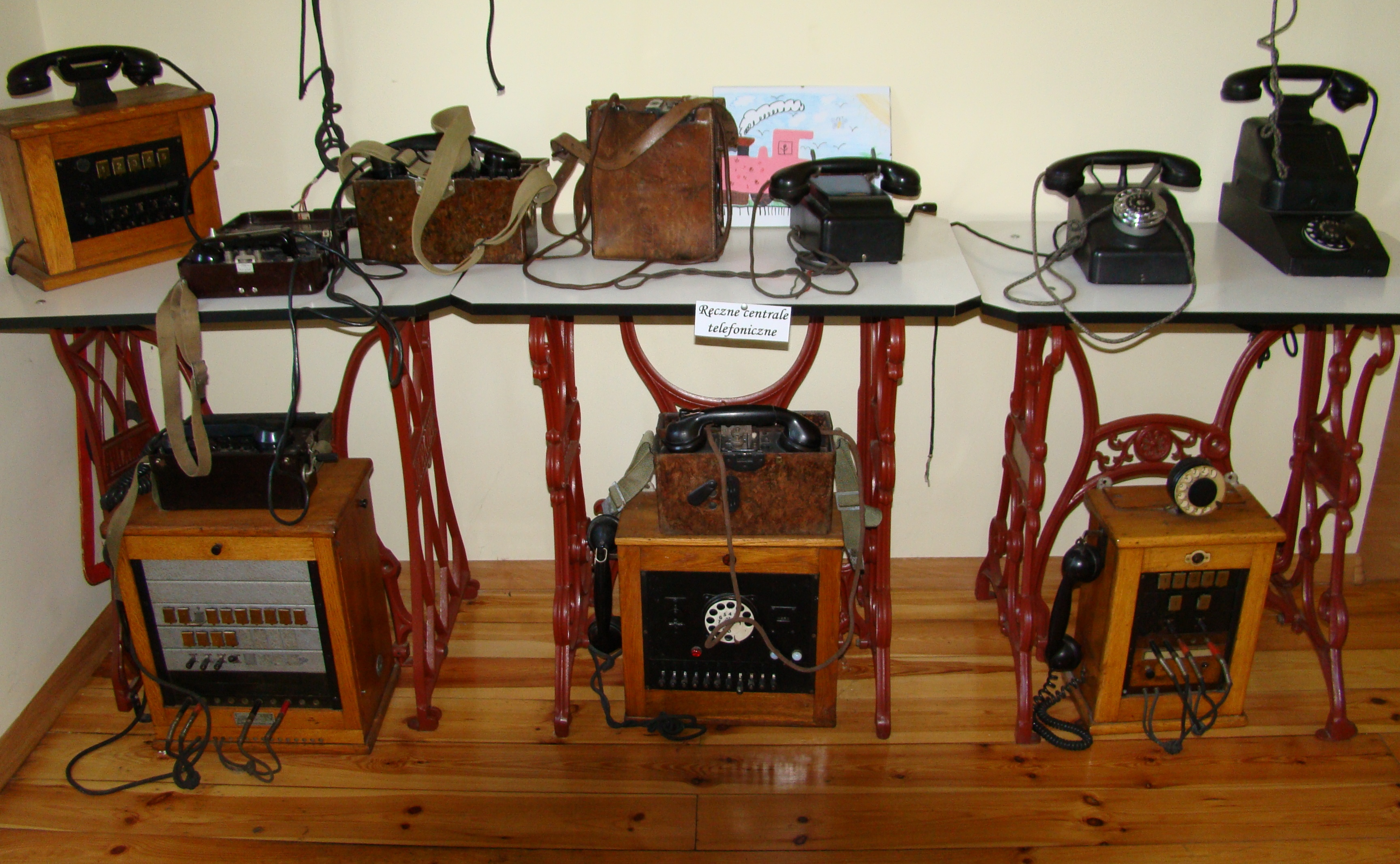
Eksponaty w Muzeum Kolejnictwa

- Muzeum Kropli Wody (Wieża Ciśnień)
- Muzeum Jeziora w Centrum Edukacji Ekologicznej
- Muzeum Historyczne w Ełku[47]

### Kino
- Kino w Ełckim Centrum Kultury – sala widowiskowa 3D
- Planet Cinema[48]
- Mazurskie Kino pod Gwiazdami w każdy pogodny wtorek lipca i sierpnia o godz. 21:30 w amfiteatrze.

## Media
Radio i telewizja
- Radio 5 Ełk
- Radio JARD 90,1 FM Ełk[49]
- Radio Bayer FM
- TVP3 Olsztyn redakcja Ełk

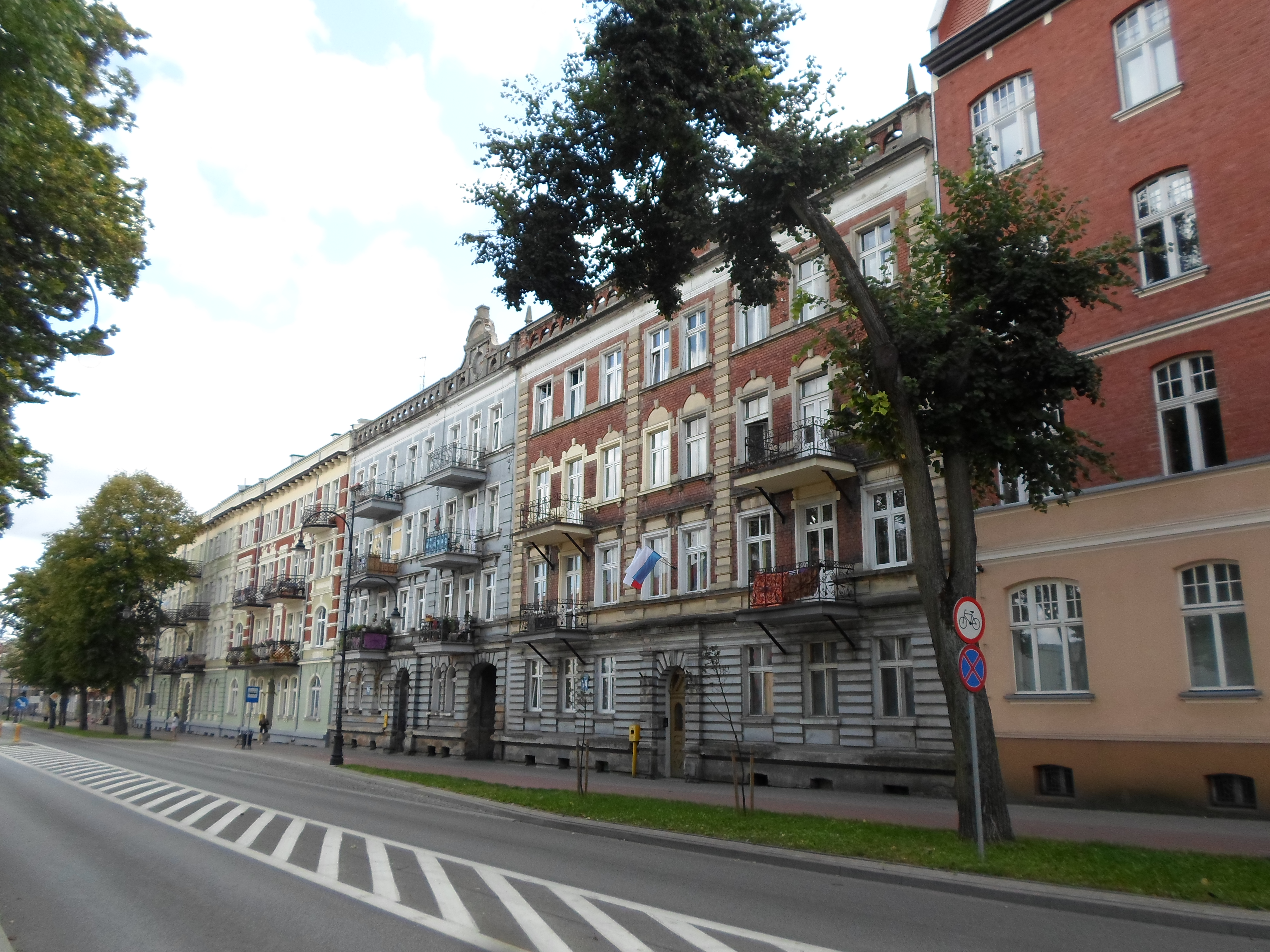
Kamienice przy ul. A. Mickiewicza

- Amazing Ełk (dawniej Tele-Top Ełk)

Prasa
- Bezpłatna Ełcka Gazeta Powiatowa
- Gazeta Współczesna
- Gazeta Olsztyńska – Rozmaitości Ełckie
- Extra Tygodnik Mazur – gazeta bezpłatna
- Dwutygodnik Mazurski – gazeta bezpłatna

Internet
- Elczanie.com[50] – Ogłoszenia o pracę, wiadomości lokalne, promocja sportu
- Rozmaitości Ełckie – Ełcki portal informacyjny
- Ełk dla Was – Ełcki portal informacyjno-rozrywkowy. Wiadomości z Ełku i okolic.
- InfoSerwis Ełk – informator miejski
- EłckiSport – Sportowa Wizja Informacji

### Historyczne pisma
Ełk był jednym z głównych miast Mazur oraz miastem przygranicznym Królestwa Prus, a następnie zjednoczonych Niemiec, co sprzyjało rozwojowi prasy. Wśród wydawanych w Ełku tytułów były:
- Gazeta Ludowa – polski tygodnik społeczno-kulturalny i polityczny wydawany w latach 1892–1902
- Ha-Magid (Hamagid) – żydowskie pismo wydawane od 1856
- Poselstwo Prawdy – mazurskie pismo wydawane od 1903
- Przyjaciel Ludu Łecki – polskie pismo wydawane w latach 1842–1850

Tytuły wydawane po 1989:
- Ełcka Gazeta Tygodniowa – pismo wydawane w latach 1993–2000[51]
- Ełk i my

## Sport

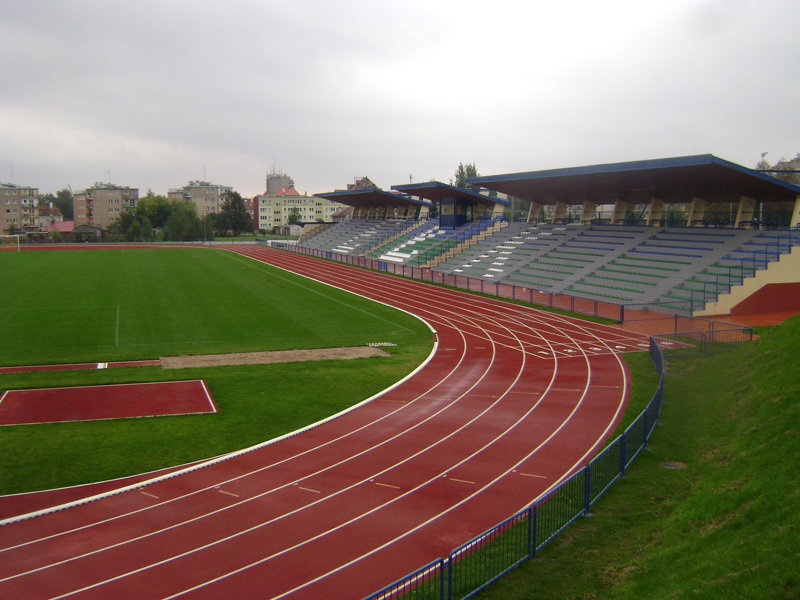
Stadion Miejski

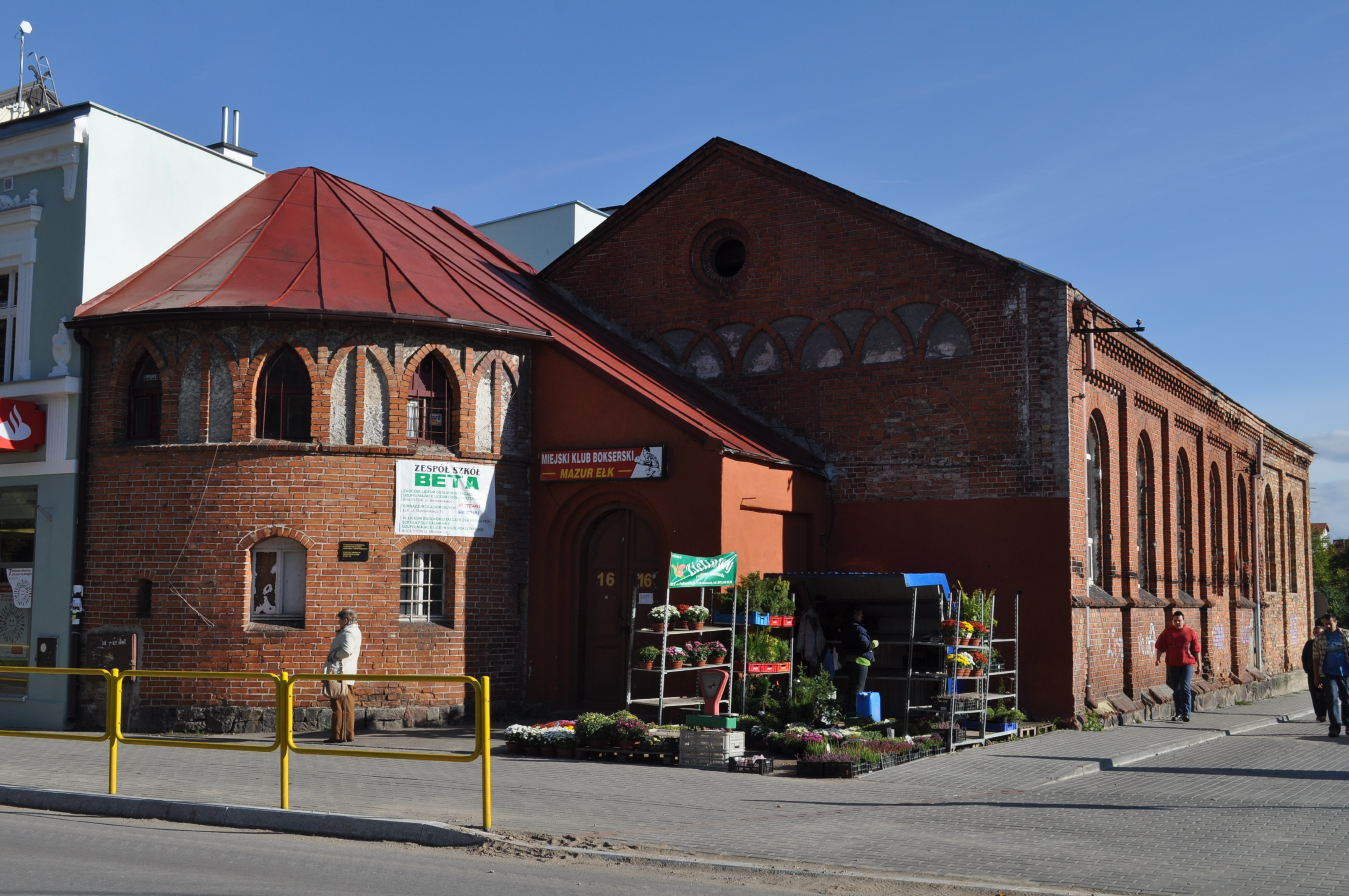
Zabytkowa sala sportowa przy ul. Armii Krajowej

W Ełku działa Miejski Ośrodek Sportu i Rekreacji – udostępnia mieszkańcom swoje obiekty i organizuje sekcje. W mieście znajdują się korty tenisowe, siłownie, wypożyczalnie sprzętu wodnego i rowerów, wioślarski basen treningowy. Można też korzystać z usług Ośrodków Sportowych Wodnych, kąpielisk miejskich i Parku Wodnego. Miasto posiada halę widowiskowo-sportową. Może ona pomieścić 1500 osób.
W Ełku istnieją różne kluby sportowe:
- Mazur Ełk (piłka nożna),
- MKB Mazur Ełk (boks),
- Jaćwing Ełk i Ełcki Klub Koszykówki „Dwutakt” Ełk (koszykówka),
- Ełcki Klub Karate Kyokushin (Karate Kyokushinkan-kai),
- MOS Ełk (wioślarstwo, żeglarstwo, pływanie),
- MKS ŻAK EŁK (JUDO)
- MMA Team Ełk (MMA),
- LUKK Ełk (kolarstwo),
- KS Megatron II Ełk (trójbój siłowy),
- UMKS FPP Mikro Ełk (siatkówka),
- UMKS Mosir Ełk (piłka ręczna),
- Ełckie Stowarzyszenie Kultury Fizycznej „Wodnik” (pływanie)
- Bractwo Rycerskie Ziemi Ełckiej,
- Grupa akrobatyczno-taneczna Jumper Steps,
- Grappler Ełk – Dragon’s Den Fight Club Team (brazylijskie ju-jitsu).
- Ełckie Stowarzyszenie Pływackie „Fala”

## Wspólnoty wyznaniowe
W Ełku są zlokalizowane liczne parafie i zbory chrześcijańskie. Najliczniej reprezentowany jest katolicyzm – 11 parafii. Ełk jest siedzibą utworzonej przez papieża Jana Pawła II w 1992 diecezji ełckiej. Głównymi i najstarszymi świątyniami Ełku są neogotyckie kościoły św. Wojciecha Biskupa i Męczennika oraz Najświętszego Serca Pana Jezusa. Większość protestantów zrzeszonych jest w zborach: Kościoła Ewangelicko-Metodystycznego, Kościoła Chrześcijan Baptystów i zielonoświątkowych. Prawosławnych reprezentuje jedna parafia. Świadkowie Jehowy tworzą w Ełku trzy zbory. W przeszłości w Ełku istniała synagoga.
- Chrześcijańska Wspólnota Ewangeliczna:
  - placówka misyjna w Ełku[58]
- Kościół Boży w Polsce:
  - Kościół Chrześcijański ZOE w Ełku[59]
- Kościół Chrześcijan Baptystów:
  - zbór w Ełku[60]
- Kościół Chrześcijański „Słowo Wiary”:
  - Kościół Chrześcijański „Słowo Wiary” w Ełku[61]
- Kościół Ewangelicko-Augsburski w RP:
  - filiał Parafii Ewangelicko-Augsburskiej w Piszu[62]
- Kościół Ewangelicko-Metodystyczny:
  - parafia Miłości Bożej[63]
- Kościół rzymskokatolicki[53]:
  - parafia Chrystusa Sługi
  - parafia Ducha Świętego
  - parafia św. Jana Apostoła i Ewangelisty
  - parafia św. Jana Pawła II
  - parafia bł. Karoliny Kózkówny
  - parafia Najświętszej Maryi Panny Królowej Apostołów
  - parafia Najświętszego Serca Pana Jezusa
  - parafia Opatrzności Bożej
  - parafia św. Rafała Kalinowskiego
  - parafia św. Tomasza Apostoła
  - parafia katedralna św. Wojciecha Biskupa i Męczennika
- Kościół Zielonoświątkowy:
  - zbór „Chrześcijańska Społeczność”[64]
- Polski Autokefaliczny Kościół Prawosławny:
  - parafia Świętych Apostołów Piotra i Pawła[55]
- Rodzimy Kościół Polski:
  - Oddział Warmińsko-Mazurski w Ełku[65]
- Świadkowie Jehowy (Sala Królestwa ul. Władysława Szafera 1)[66][56]:
  - zbór Ełk-Centrum (w tym grupa języka migowego i grupa posługująca się językiem romani (Polska))[56]
  - zbór Ełk-Północ (w tym grupa ukraińskojęzyczna)[56]
  - zbór Ełk-Szyba[56]
- Zbór Ewangelicznych Chrześcijan w Duchu Apostolskim[67]

## Turystyka

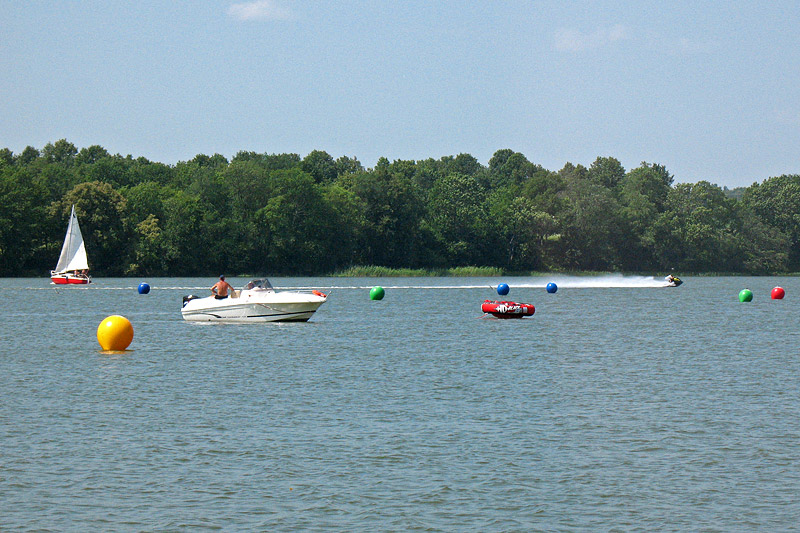
Atrakcje wodne na Jeziorze Ełckim

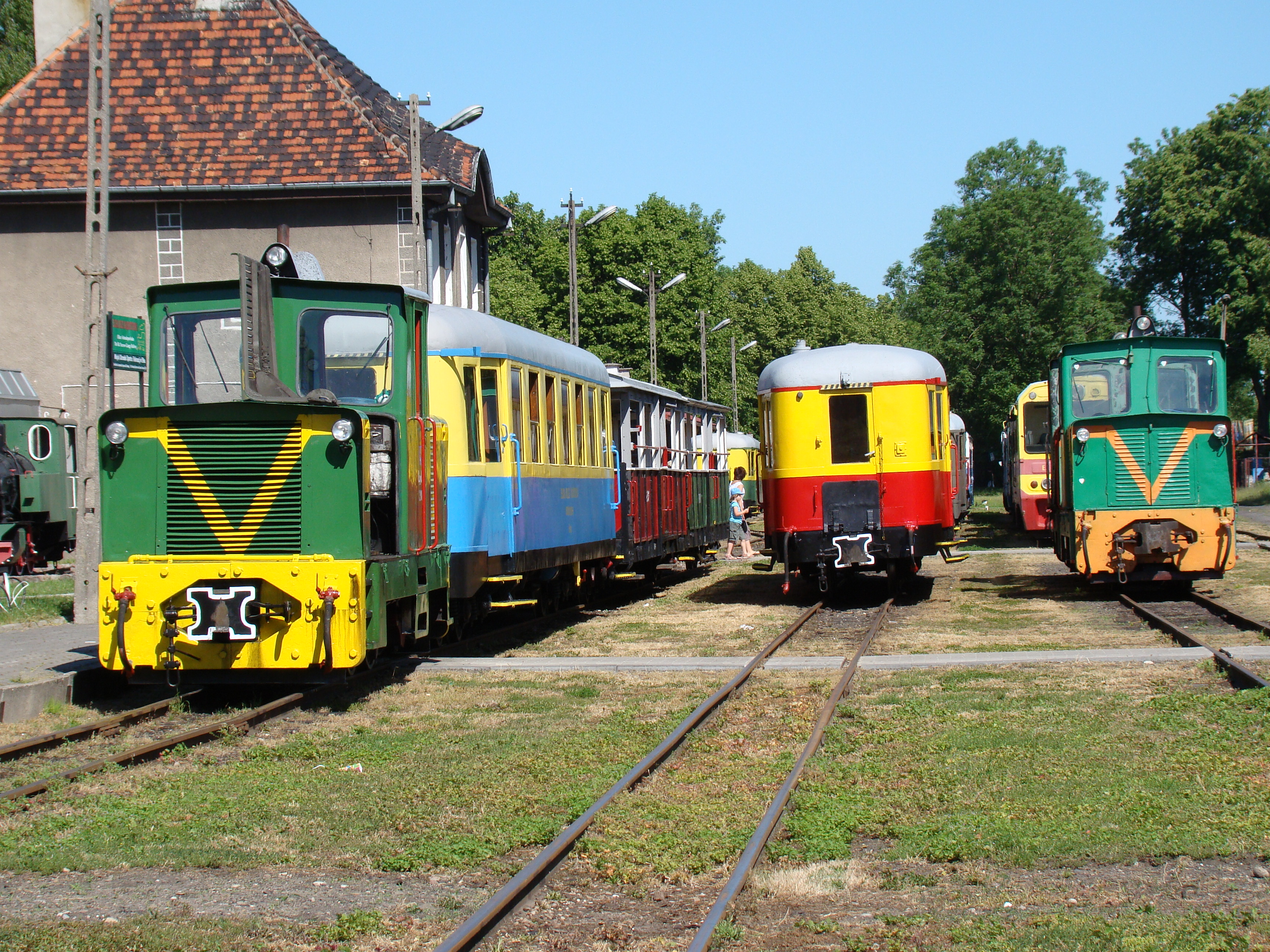
Ełcka Kolej Wąskotorowa

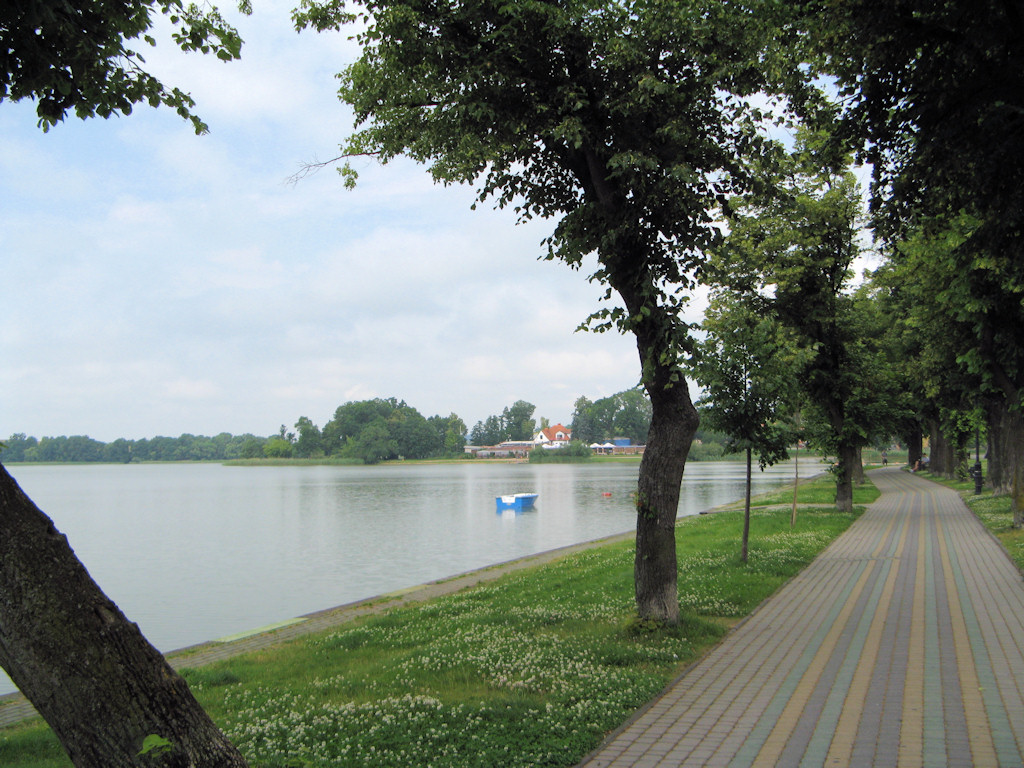
Promenada nad jeziorem

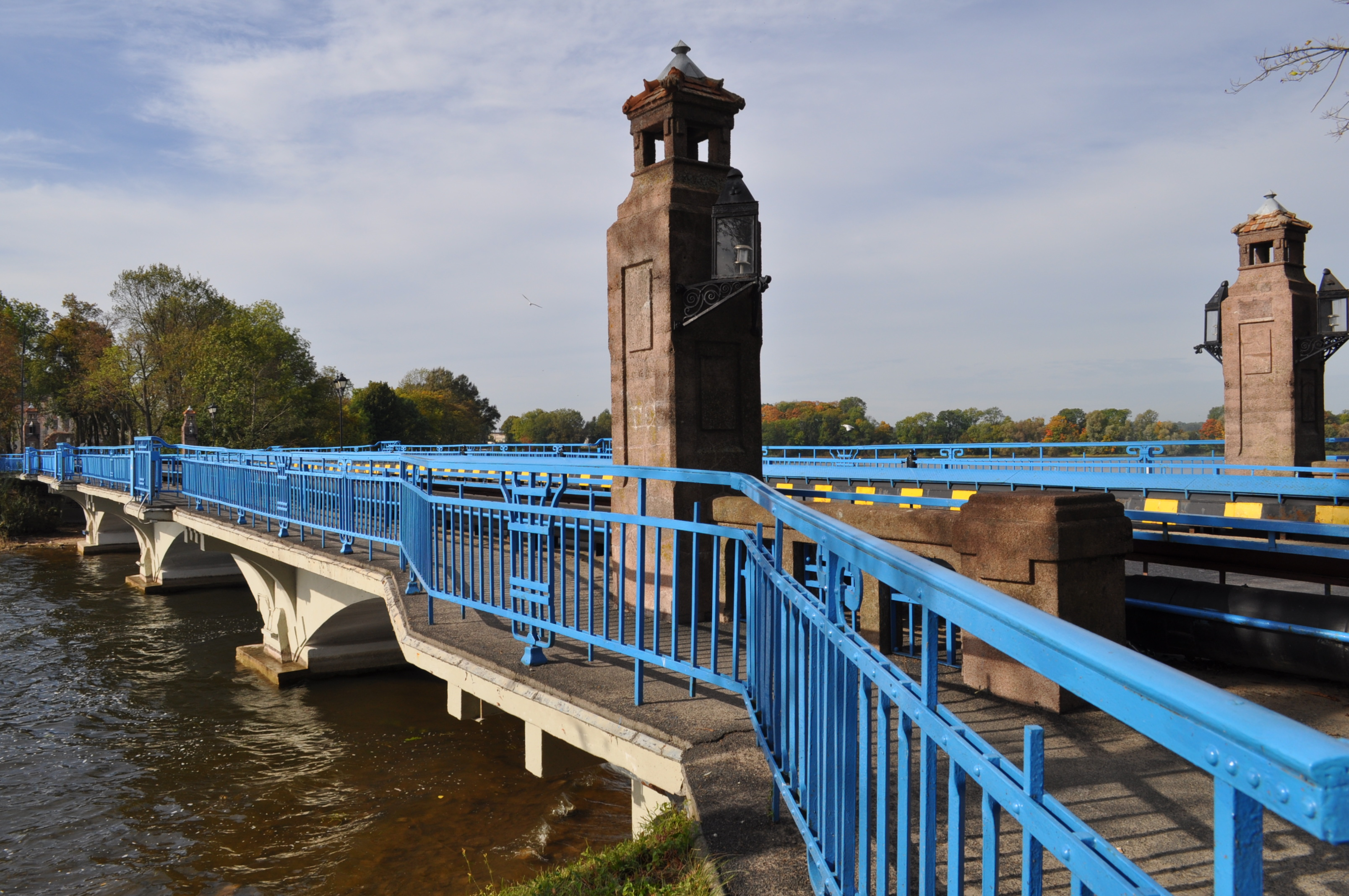
Ul. Zamkowa z zabytkowym mostem

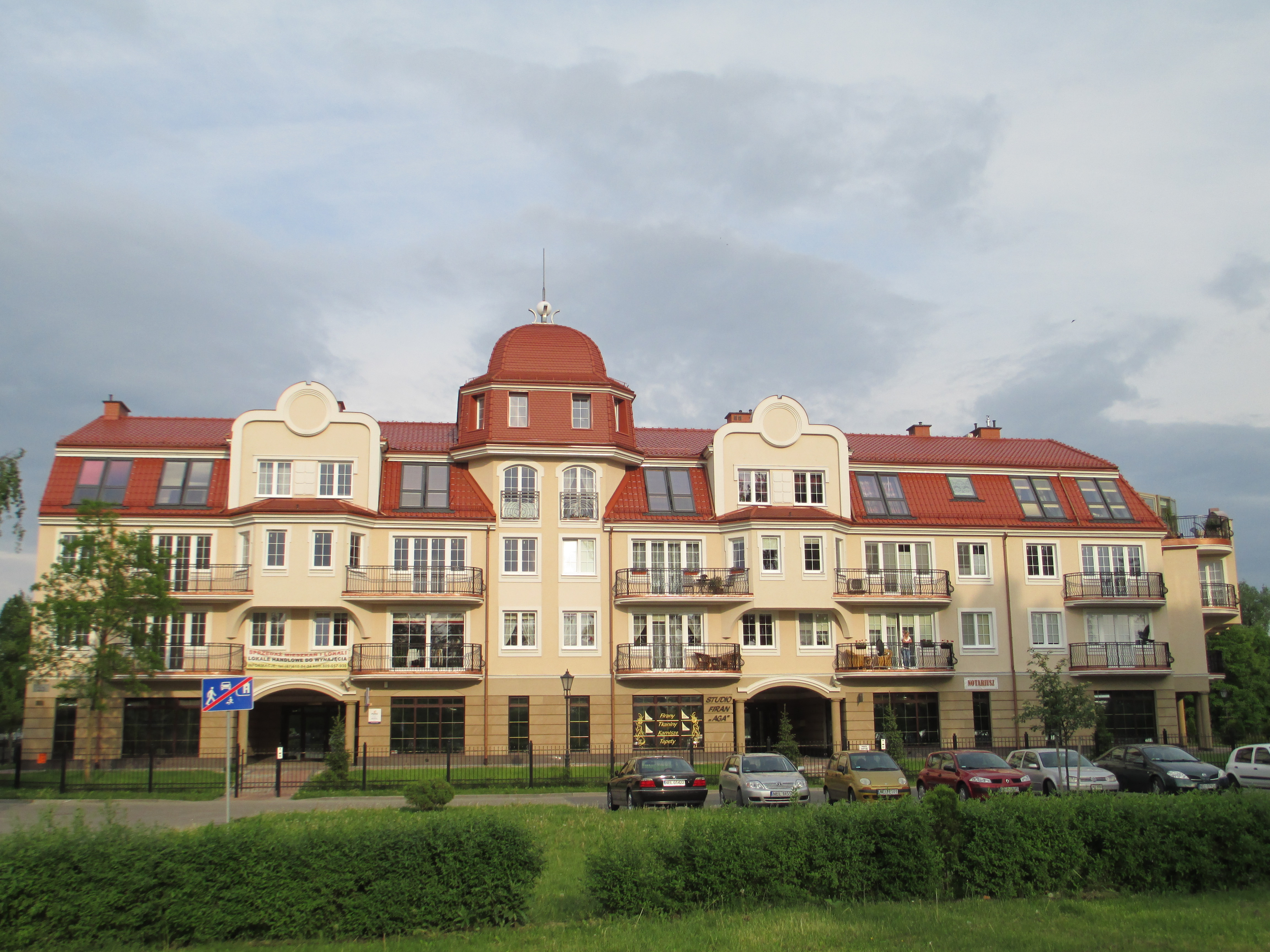
Apartamentowiec Villa Park

Ełk jest ośrodkiem turystycznym głównie ze względu na swoje położenie wśród lasów i jezior. Jeziora w większości połączone są ze sobą rzekami i strumieniami, co stwarza warunki do uprawiania turystyki wodnej, podwodnej i wędkarstwa. W mieście i okolicach zlokalizowane są piesze i rowerowe szlaki turystyczne. Główną atrakcją w mieście, jest przejazd stuletnią „wąskotorówką”. Można nie tylko wyruszyć w niespieszną podróż pociągiem w stylu retro, ale również odwiedzić Muzeum Historyczne i Park Odkrywców Kolei. W sezonie letnim odbywa się tutaj wiele koncertów i imprez plenerowych, o których możemy dowiedzieć się w Centrum Informacji Turystyczno-Kulturalnej (ul. Wojska Polskiego 47, Ełckie Centrum Kultury)

### Szlaki turystyczne

#### Piesze[68]
Szlak im. Michała Kajki (53,2 km)
- Trasa: Ełk – Chruściele – Tracze – Zdedy – Jezioro Zdedy – Jezioro Krosztyn – Ogródek – Skomack Wielki – Jezioro Orzysz

 Szlak Tatarski (26 km)
- Trasa: Ełk – Góra Tatarska – Ostrykół – Prostki – Bogusze

 Szlak „Dookoła Ełku” (18 km)
- Trasa: Ełk – Szeligi – Ełk – Miluki – Oracze

 Szlak Ełk – Wierzbowo (38 km)
- Trasa: Ełk – Miluki – Płociczno – Kleszczewo – Szeszki – Wierzbowo

 Szlak Czerwony Dwór – Augustów (116 km)
- Trasa: Czerwony Dwór – Wronki – Połom – Malinówka – Ełk – Sypitki – Borzymy – Reszki – Bargłów Kościelny – Augustów

Papieski „Tajemnica światła” (170 km)
- Ełk, Plac Jana Pawła II – Ełk, parafia pw. Jana Pawła II – Barany – jezioro Tatary Duże (Tatarskie) – parafia Ostrykół – Prostki, słup graniczny – Bogusze – Kosiły – sanktuarium Rajgród – parafia Bargłów Kościelny – śluza Białogrzegi – Augustów – sanktuarium Studzieniczna – parafia Mikaszówka – Okółek – Sejny – Buda Ruska – Mikołajewo – Czerwony Folwark – Wigry klasztor

#### Rowerowe[70]
Szlak „Wokół Jeziora Selmęt Wielki” (49 km)
- Trasa: Ełk – Mrozy Wielkie – Sordachy – Koziki – Giże – Brodowo – Laski Małe – Sypitki – Makosieje – Laski Wielkie – Sędki – Lega – Szeligi – Ełk

 Szlak „Morenowych Wzgórz” (47 km)
- Trasa: Ełk – Oracze – Płociczno – Straduny – Piaski – Malinówka – Bałamutowo – Czerwonka – Woszczele – Chrzanowo – Ełk

 Szlak „Tatarskim Szlakiem” (38 km)
- Trasa: Ełk – Szarejki – Nowa Wieś Ełcka – Barany – Lipińskie Małe – Prostki – Ostrykół – Regiel – Mrozy Wielkie – Ełk

Kajakowe
Szlak im. Michała Kajki
- Trasa: Jezioro Ełckie – jez. Sunowo – przewóz kajaków na jez. Druglin – jez. Kroksztyn – rzeka Ogródek – jez. Rostki – jez. Orzysz (ok. 40 km) – dalej na Wielkie Jeziora Mazurskie.

Szlak Łaźna Struga (57 km)
- Mazury-Czerwony Dwór – J. Łaźno- jez. Litygajno – rzeka Łaźna Struga – prawym brzegiem jeziora Łaśmiady – jez. Straduńskie – rzeka Ełk – J. Haleckie – rzeka Ełk – J. Ełckie (57 km)

Szlak Czerwony Dwór (80 km)
- Czerwony Dwór – jez. Szwałk Wielki – jezioro Pilwąg – jezioro Łaźno – jezioro Litygajno – rzeka Łaźna Struga – jezioro Łaśmiady – rzeka Ełk – stanica wodna PTTK Ełk (80 km)

## Osoby związane z Ełkiem
- Irena Misztal – polska pisarka

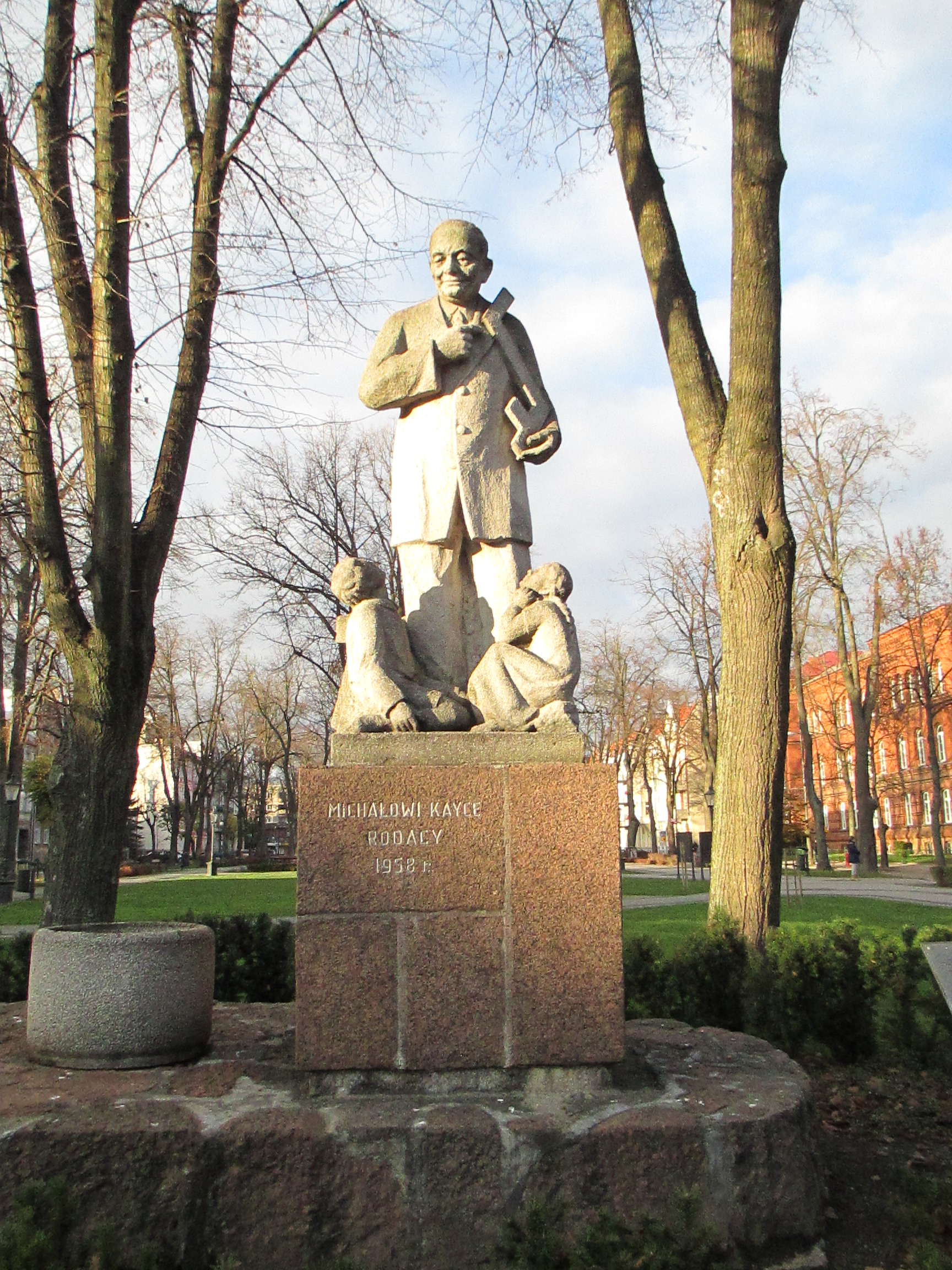
Pomnik Michała Kajki w Parku Solidarności

- Marcin Miller – kompozytor i autor tekstów disco polo
- Karol Bahrke – polski drukarz i wydawca, działacz mazurski
- Artur Balazs – były minister rolnictwa i rozwoju wsi
- Leszek Błażyński – polski bokser, dwukrotny brązowy medalista olimpijski z Monachium (1972) i Montrealu (1976)
- Mariusz Daniszewski – polski wioślarz, olimpijczyk z Aten (2004)
- Janusz Duchnowski – polski piłkarz, zawodnik Stali Mielec
- Karol Foks – niemiecki duchowny katolicki, pierwszy proboszcz w polskim Ełku
- Michał Kajka – polski poeta ludowy, działacz mazurski
- Andrzej Klimaszewski – polski skoczek w dal, olimpijczyk z Moskwy (1980)
- Łukasz Kolenda – polski koszykarz, zawodnik Trefla Sopot
- Michał Kolenda – polski koszykarz, zawodnik Trefla Sopot
- Sebastian Kosiorek – polski wioślarz, olimpijczyk z Aten (2004) i Pekinu (2008)
- Wojciech Kossakowski – poseł na Sejm RP (Prawo i Sprawiedliwość)
- Siegfried Lenz – niemiecki pisarz, honorowy obywatel Ełku
- Hieronim Malecki – polski pastor, drukarz, założyciel Akademii Mazurskiej
- Jan Malecki – polski teolog luterański, poeta, drukarz, prekursor polskiej oświaty na Mazurach
- Witold Mroziewski – polski piłkarz i trener
- Czesław Nalborski – oficer Armii Krajowej, harcmistrz
- Michał Olszewski – polski pisarz i publicysta
- Gustaw Sawicki – mazurski działacz
- Paweł Sobolewski – polski piłkarz, zawodnik Korony Kielce
- Cezary Zamana – polski kolarz, zwycięzca Tour de Pologne (2003)